# Wahdat al-wudschūd

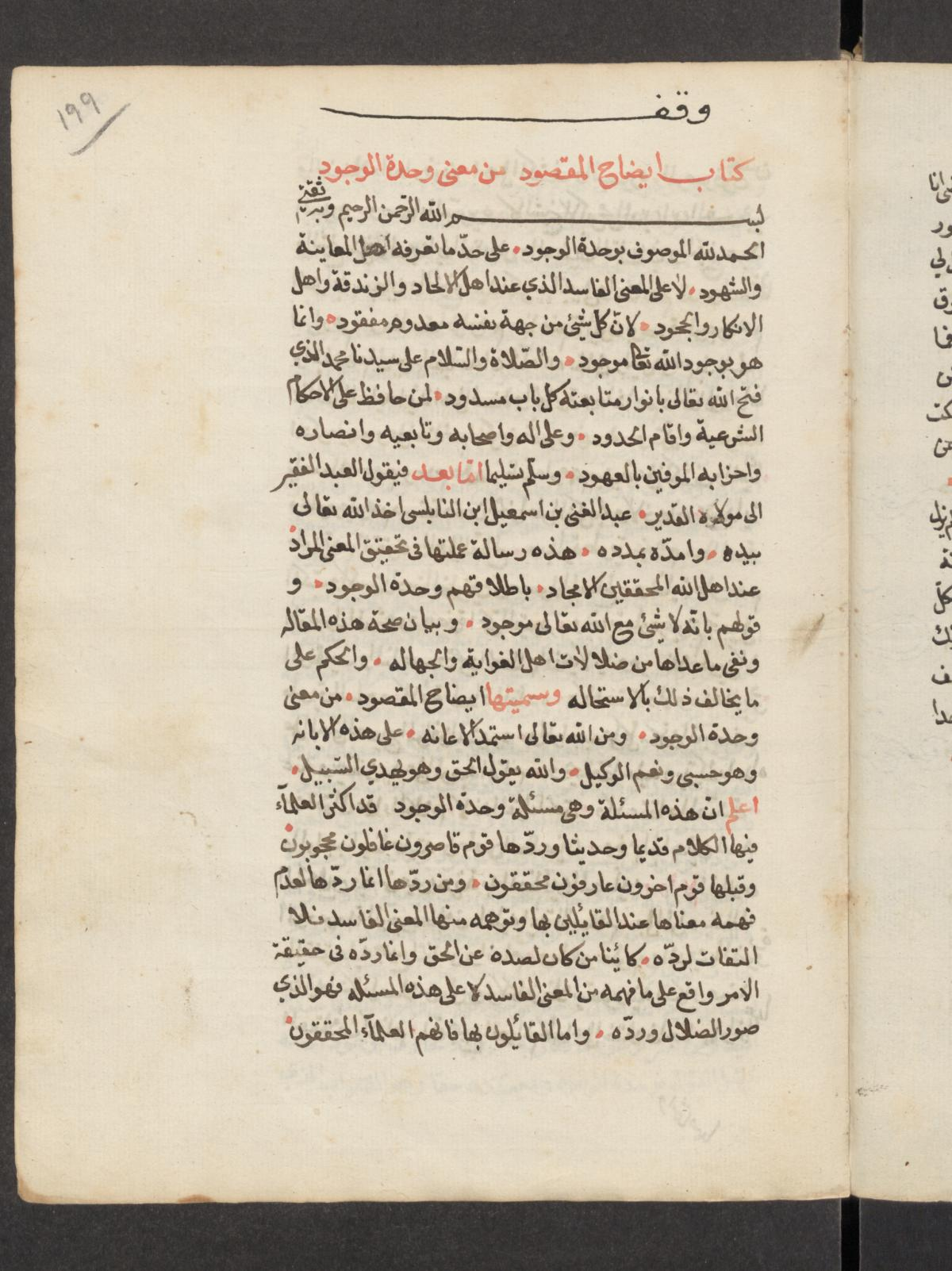
Erste Seite einer Handschrift von Īḍāḥ al-maqṣūd min maʿnā waḥdat al-wuǧūd, einem arabischen Traktat von ʿAbd al-Ghanī an-Nābulusī (gest. 1731) über die Wahdat al-wudschūd. Die Handschrift stammt aus dem 18. Jahrhundert und befindet sich in der Staatsbibliothek zu Berlin.

Wahdat al-wudschūd (arabisch وحدة الوجود, DMG waḥdat al-wuǧūd ‚Einheit der Existenz, Einheit des Seins‘) ist eine Lehre im Bereich der islamischen Philosophie und Mystik, nach der der monotheistische Gott mit der Existenz (wuǧūd) identisch ist und diese eine Existenz dasjenige ist, durch das alle existierenden Dinge (mauǧūdāt) existieren. Die in der neueren Forschung als ontologischer Monismus gekennzeichnete Lehre wird auf den andalusischen Sufi Muhyī d-Dīn Ibn ʿArabī (gest. 1240) zurückgeführt, wurde aber im Wesentlichen von den philosophisch orientierten Interpreten seiner Werke entwickelt. In der Frühen Neuzeit erlangte sie große Popularität unter den Sufis. Einige muslimische Gelehrte wie Ibn Taimīya (gest. 1329), ʿAbd al-Qādir Badā'ūnī (gest. 1597/98) und Ahmad Sirhindī (gest. 1624) betrachteten die Wahdat al-wudschūd jedoch als eine pantheistische Irrlehre, die im Widerspruch zum Islam steht, und kritisierten, dass sie ihre Anhänger zu antinomistischem Verhalten verleite. In der Realität betonten aber viele Verfechter der Wahdat al-wudschūd, dass diese Lehre keine Rechtfertigung dafür liefere, die Scharia zu übertreten. Der ägyptische Gelehrte Murtadā az-Zabīdī (gest. 1790) beschrieb die Wahdat al-wudschūd als ein „berühmtes Problem“ (masʾala mašhūra), das zwischen den „Leuten der mystischen Wahrheit“ (ahl al-ḥaqīqa) und den „Gelehrten des Wortsinns“ (ʿulamāʾ aẓ-ẓāhir) heftig umstritten sei. Der Niʿmatullāhī-Meister Javad Nurbakhsh (gest. 2008) war der Meinung, dass der Sufismus insgesamt vom Wesen her eine Schule der „Einheit des Seins“ sei.
Eine andere Bezeichnung für diese Lehre ist Tauhīd wudschūdī („existentieller Monismus, Bekenntnis zur existentiellen Einheit“). Die Anhänger der Wahdat al-wudschūd wurden auch als Wudschūditen (Wuǧūdīya) oder „Leute der Einheit“ (ahl al-waḥda) bezeichnet.

## War Ibn ʿArabī der Begründer der Lehre von der Wahdat al-wudschūd?
Viele muslimische Gelehrte betrachteten Ibn ʿArabī als den Begründer des wahdat-al-wudschūd-Konzepts. So beschrieben adh-Dhahabī (gest. 1348) und Dschāmi (gest. 1492) Ibn ʿArabī als „Vorbild derjenigen, die über die Wahdat al-wudschūd unterrichtet sind“ (qudwat al-ʿālimīn bi-waḥdat al-wuǧūd) bzw. als „Vorbild der Verfechter der Wahdat al-wudschūd“ (qudwat al-qāʾilīn bi-waḥdat al-wuǧūd). Und der indische Naqschbandīya-Sufi Ahmad Sirhindī (1564–1624) erklärte in einem seiner Maktūbāt: „Der erste, der die Lehre von der existentiellen Einheit (at-tauḥīd al-wuǧūdī) klar ausgesprochen hat, war der Scheich Muhyī d-Dīn Ibn ʿArabī.“ Auch Schāh Walīyullāh betrachtete Ibn ʿArabī als den „Anführer derjenigen, die an die Wahdat al-wudschūd glauben“.
Demgegenüber hat der ägyptische Azhar-Gelehrte Muhammad Ghallāb (gest. 2023) Ibn ʿArabī 1969 in einem Gedächtnisband für ihn von der „häretischen“ Lehre der Wahdat al-wudschūd freigesprochen und behauptet, dass er nichts mit ihr zu tun habe. Dass Ibn ʿArabī diese Vorstellung aufgebracht habe, sei lediglich eine Erfindung der Orientalisten.

### Explizite Aussagen Ibn ʿArabīs zur Einheit der Existenz
Tatsächlich findet man in dem umfangreichen Korpus von Schriften Ibn ʿArabīs keine einzige Stelle, an der er den Ausdruck Wahdat al-wudschūd in dieser Form verwendet, doch hat der syrische Wissenschaftler Bakri Aladdin auf mehrere Stellen hingewiesen, an denen Ibn ʿArabī sinngemäß von einer Einheit der Existenz spricht. Es handelt sich um die folgenden Stellen:
- Im 113. Kapitel seines Werkes al-Futūḥāt al-Makkīya schreibt er: „Bejahe die Vielfalt in der Unveränderlichkeit (ṯubūt), halte sie jedoch von der Existenz (wuǧūd) fern. Bejahe die Einheit in der Existenz (al-waḥda fī al-wuǧūd), halte sie aber von der Unveränderlichkeit fern.“[14]
- Ähnlich äußert er sich in seinem Kitāb al-Alif: „Zahl und Vielfältigkeit erscheinen nur durch Sein Walten auf intelligiblen, nicht existenten Ebenen. So ist alles, was in der Existenz ist, eins (fa-kull mā fī l-wuǧūd wāḥid), denn wenn es nicht eins wäre, könnte man nicht in gültiger Weise bei Gott – gepriesen sei Er – die Einheit bestätigen.“[15]
- In noch prägnanterer Form bringt Ibn ʿArabī diesen Gedanken in seinem Kitāb al-Ǧalāla zum Ausdruck: „So ist die gesamte Existenz in Wirklichkeit eins, und es gibt nichts neben ihr“ (wa-hākaḏā kull al-wuǧūd huwa wāḥid fī l-ḥaqīqa, lā šaiʾ maʿa-hū).[16]
- Und in einem seiner sufischen Gebete (aurād) bittet Ibn ʿArabī Gott: „Ich bitte Dich, bei dem Geheimnis, mit dem Du die sich ergänzenden Gegensätze zusammenbringst, dass Du für mich alles, was in meinem Wesen uneins ist, in einer solchen Weise zusammenbringst, dass sie mich die Einheit Deiner Existenz erfahren lässt (an yušhidanī waḥdat wuǧūdika).“[17] Beneito und Hirtenstein weisen darauf hin, dass in einigen Handschriften an der betreffenden Stelle nicht waḥdat wuǧūdika, sondern waḥdat wuǧūdī („die Einheit meiner Existenz“) steht.[18]

Mohsen Jahangiri, ehemaliger Professor für Philosophie an der Universität Teheran, hat außerdem auf einige Stellen in Ibn ʿArabīs Œuvre hingewiesen, an denen er wie die späteren Vertreter der wahdat-al-wudschūd-Lehre das Prinzip der Existenz auf Gott beschränkt bzw. Gott mit der Existenz gleichsetzt. Es handelt sich um die folgenden Stellen:
- Im achten Kapitel seiner Fuṣūṣ al-ḥikam erklärt Ibn ʿArabī: „Die kontingenten Dinge gehören eigentlich zur Nichtexistenz (ʿadam), denn es gibt keine Existenz außer der Existenz des Wahrhaftigen (wuǧūd al-ḥaqq) mit den Formen der Zustände, die die kontingenten Dinge in sich und in den Wesenheiten haben.“[20]
- Im 54. Kapitel von al-Futūḥāt al-Makkīya schreibt er: „Bei den Wahrheitssuchern (muḥaqqiqūn) steht fest, dass nichts in der Existenz ist außer Gott und, wenn auch wir existent sind, unsere Existenz nur dadurch ist. Derjenige, dessen Existenz durch etwas anderes ist, ist in Wirklichkeit nichtexistent.“[21]
- Im 69. Kapitel desselben Werks, das von den Geheimnissen des Gebets handelt, erklärt Ibn ʿArabī, dass der wahrhafte Gläubige nur mit seinem Herrn rede, und keinen von den Knechten Gottes ins Vertrauen ziehe, ohne darin eine Zwiesprache mit seinem Herrn zu sehen. Dazu erklärt er: „Denn Gott ist die Existenz und das Existierende, und Er ist es, der in jedem Verehrten und in allem verehrt wird, und Er ist die Existenz von allem.“[22]
- Im 455. Kapitel von al-Futūḥāt al-Makkīya erklärt er, dass die koranische Aussage in Sure 57:3 „Er ist der Erste und der Letzte, der Sichtbare und der Verborgene“ darauf hinweise, dass Gott die ganze Existenz (al-wuǧūd kulluhū) ist.[23]

### Die Idee der Einheit der Existenz vor Ibn ʿArabī
Aussagen ähnlichen Inhalts findet man allerdings zum Teil auch schon bei muslimischen Autoren vor Ibn ʿArabī. So schreibt al-Ghazālī (gest. 1111) im Kapitel über die Gottesliebe in seinem Werk Iḥyāʾ ʿulūm ad-dīn, dass nichts in der Existenz selbst Bestand habe außer dem lebendigen Beständigen (= Gott), der in sich selbst bestehe (laisa fī l-wuǧūd šaiʾ la-hū bi-nafsihī qiwām illā l-qaiyūm al-ḥaiy allaḏī huwa qāʾim bi-ḏātihī), alles andere bestehe nur durch Ihn. Die Existenz des Universums gehöre zur Existenz Gottes so wie die Existenz des Lichts zur Sonne gehöre oder die Existenz des Schattens zum schattenwerfenden Baum. Murtadā az-Zabīdī (gest. 1790), der einen Kommentar zum Iḥyāʾ ʿulūm ad-dīn verfasste, meinte, dass man bei dieser Aussage, wenn man sie betrachte, eine Tendenz zur Wahdat al-wudschūd erkennen könne, die „die Leute der Wahrheit“ (ahl al-ḥaqīqa) lehrten. Al-Ghazālī habe noch an zahlreichen anderen Stellen seines Buchs auf sie hingewiesen, so im Kapitel über Geduld und Dank, wo er sage: „Die Betrachtung mit dem Auge des reinen Tauhīd lässt dich erkennen, dass außer Gott, dem Erhabenen, nichts im Dasein ist (an-naẓar bi-ʿain at-tauḥīd al-maḥḍ yuʿarrifuka annahū laisa fī l-wuǧūd ġairahū taʿālā)“, und darüber hinaus auch in seinem Buch Miškāt al-anwār.
Wörtlich findet sich der arabische Ausdruck waḥdat al-wuǧūd auch schon bei Schihāb ad-Dīn Yahyā as-Suhrawardī (gest. 1191). Er steht dort im Zusammenhang mit der ontologischer Position des Primats der Washeit (māhīya). Nach ihr ist die Existenz nicht etwas, das zur Washeit einer Sache hinzutritt, sondern mit seiner Washeit identisch ist. Wenn nämlich die Existenz etwas wäre, was zur Washeit hinzugefügt würde, dann wäre diese Hinzufügung (iḍāfa) nur durch ihre Existenz existent, was einen infiniten Regress bedeuten würde, der absurd wäre. So ist auch die Einheit der Existenz mit der Existenz identisch, damit letztere nicht gänzlich verlorengeht (fa-waḥdat al-wuǧūd huwa ḥattā lā yaḏhab aṣlan). Allerdings reiche es nicht zu sagen, dass die Einheit der Existenz mit der Existenz identisch sei oder die Existenz der Einheit mit der Einheit, denn der Begriff der Existenz unterscheide sich vom Begriff der Einheit und zwei Dinge könnten nicht ein Ding in sich selbst sein.

### „Wahdat al-wudschūd“ als Bezeichnung für das Lehrsystem Ibn ʿArabīs
Dass Ibn ʿArabī dennoch als Begründer der Lehre von der Wahdat al-wudschūd betrachtet wurde, hat damit zu tun, dass man jenseits von expliziten Bezugnahmen auf den Begriff seine grundlegenden Schriften als Ausarbeitungen dieser Lehre betrachtete. So haben die Anhänger Ibn ʿArabīs in verschiedenen seiner Aussagen Bezugnahmen auf die Einheit der Existenz erkannt. ʿAfīf ad-Dīn at-Tilimsānī (gest. 1290), der den ersten Kommentar zu den Fuṣūṣ al-ḥikam verfasste, erklärt darin, dass Ibn ʿArabī mit dieser Aussage auf die Lehre von der existentiellen Einheit (at-tauḥīd al-wuǧūdī) habe hinweisen wollen. Er habe es nicht gut befunden, sie hier klar auszusprechen, doch habe er das anderenorts getan. Die weiteren Ausführungen Ibn ʿArabīs an dieser Stelle kommentiert at-Tilimsānī mit der Aussage, dass dieser den Boden dafür habe bereiten wollen, die Attribute des Stellvertreters (al-ḫalīfa; d. h. des Menschen) mit denen desjenigen, der ihn als Stellvertreter einsetzt (al-mustaḫlif; d. h. Gott) zu identifizieren, um schließlich alles auf eine Wesenheit (ʿain) zurückzuführen, nämlich die Existenz Gottes. Insgesamt seien Ibn ʿArabīs Ausführungen darauf gegründet, dass die Existenz eins sei, die Wesenheiten (al-aʿyān) sich jedoch unterschieden. Diese sich unterscheidenden Wesenheiten würden Aʿyān thābita genannt. Eine besonders viel diskutierte Aussage, die als Ausdruck von Ibn ʿArabīs Verständnis der Wahdat-al-wudschūd betrachtet wurde, war sein Ausruf „Gepriesen sei Derjenige, der die Dinge zur Erscheinung gebracht hat und selbst mit ihnen identisch ist.“ im 198. Kapitel von al-Futūḥāt al-Makkīya.
Der jemenitische Gelehrte Sālih ibn Mahdī al-Maqbalī (gest. 1696) berichtet in einem seiner Werke von einem Gespräch, das er mit dem kurdischen Gelehrten Muhammad ibn ʿAbd ar-Rasūl al-Barzandschī (gest. 1691) geführt hatte. Darin waren beide sich einig darüber, dass sich die Aussagen Ibn ʿArabīs in seinen Fuṣūṣ al-ḥikam alle um die Einheit der Existenz drehten und sein Werk al-Futūḥāt al-Makkīya eine Klarlegung dazu liefere. Sirhindī meinte, dass Ibn ʿArabī derjenige gewesen sei, der „das Problem der Einheit der Existenz in Kapiteln und Abschnitten ausgearbeitet und ihre Syntax und Grammatik festgelegt“ habe.

## Weitere frühe Vertreter der Lehre und ihre Aussagen
Ibn Taimīya nennt neben Ibn ʿArabī die Gelehrten Sadr ad-Dīn al-Qūnawī (gest. 1274), Ibn Sabʿīn (gest. 1270), Ibn al-Fārid (gest. 1235), ʿĀmir al-Basrī (bl. um 1300), ʿAfīf ad-Dīn at-Tilimsānī (gest. 1290), Saʿīd ad-Dīn al-Farghānī (gest. ca. 1300), Abū l-Hasan asch-Schuschtarī (gest. 1269), ʿAbdallāh al-Balyānī (gest. 1288) und einen sonst nicht weiter bekannten Ibn Abī Mansūr al-Misrī als Vertreter der Wahdat-al-Wudschūd-Lehre. Diesen Personen, die er zusammengenommen als ahl al-waḥda („Leute der Einheit“) bezeichnet, schreibt er die Lehre zu, dass die Existenz eine sei und die notwendige Existenz des Schöpfers mit der kontingenten Existenz des Erschaffenen identisch sei. Dass er Ibn al-Fārid ebenfalls den ahl al-waḥda zuordnet, hängt möglicherweise damit zusammen, dass Saʿīd ad-Dīn al-Farghānī in seinem Kommentar zu Ibn al-Fārids Tāʾīya häufig von der Wahdat-al-Wudschūd spricht. Ibn al-Fārid hat dagegen diesen Begriff in seinem Gedicht nie benutzt.
Der einige Jahrhunderte später schreibende ʿAbd al-Ghanī an-Nābulusī (gest. 1731) nennt Ibn ʿArabī, Ibn al-Fārid, ʿAfīf ad-Dīn at-Tilimsānī, Ibn Sabʿīn und ʿAbd al-Karīm al-Dschīlī (gest. 1424) als die Hauptvertreter der Wahdat-al-Wudschūd-Lehre.

### Ibn Saudakīn

Nach Ibn Saudakīn enthält der Punkt des Bā', mit dem die Basmala beginnt, alle universellen Wahrheiten.

Ein Autor, der weder von Ibn Taimīya noch von an-Nābulusī genannt wird, aber die Wahdat al-Wudschūd explizit erwähnt, war der aleppinische Gelehrte Ibn Saudakīn an-Nūrī (gest. 1248), dessen Nisba darauf verweist, dass sein Vater ein Mamluke von Nūr ad-Dīn Zengi war. Er gehörte zu den ersten Schülern Ibn ʿArabīs. Den Begriff der Wahdat al-Wudschūd verwendet er in seinem Kommentar zu Ibn ʿArabīs Werk at-Taǧallīyāt al-Ilāhīya („Göttliche Offenbarungen“), und zwar gleich am Anfang, wo er auf die Bedeutung der Basmala eingeht. Dort widmet er der Bedeutung des Punktes unter dem Bā', mit dem die Basmala beginnt, einen eigenen Abschnitt, wo er erklärt, dass dieser Punkt „mit seiner Anspielung auf eine göttliche monistische Wahrheit (ḥaqīqa waḥdānīya ḥaqqa) die vielfältigen Wahrheiten so einschließt, wie ein Samenkorn, das auf der an Potentialitäten reichen Erde zum Weltenbaum (šaǧarat al-kaun) heranwächst, mit Ästen, Wurzeln, Blättern, Blüten und Früchten.“ Dies sei der universale Baum (aš-šaǧara al-kullīya), dessen Frucht das „Ich bin Gott, der Herr der Menschen in aller Welt“ (Sure 28:30) sei. Mit diesem Koranzitat nimmt Ibn Saudakīn auf die koranische Erzählung über die Selbstoffenbarung Gottes im Brennenden Dornbusch Bezug. Am Ende seiner Ausführungen zu diesem Punkt schreibt er: „Wer über die Geheimnisse dieser Punktwelten (ʿawālim nuqṭīya) unterrichtet ist, ist auch über die Geheimnisse der Einheit der Existenz (waḥdat al-wuǧūd) mit ihren Rängen, Verhältnissen und ins einzelne gehenden Regeln unterrichtet, ja über ihre Komprimierung und Auseinanderlegung in einem einzigen Punkt.“

### Ibn Sabʿīn
Ein Denker, bei dem der Begriff Wahdat al-wudschūd klarer eine bestimmte dogmatische Position bezeichnet, war Ibn Sabʿīn (gest. 1270), der wie Ibn ʿArabī aus Murcia stammte. In seinem „Lichtschreiben“ (ar-Risāla an-nūrīya) identifiziert er die Einheit der Existenz mit der absoluten Einheit (al-waḥda al-muṭlaqa) und erklärt, dass der Mensch der spirituellen Elite (insān ḫāṣṣat al-ḫāṣṣa) von allem abstehe, was zu den relativen Dingen gehöre wie Zeit und Ort sowie Aktiv und Passiv, und nicht die Existenz dessen abstreite, was in ihrer Existenz sei, wenn die Existenz dasselbe wie die Washeit (māhīya) sei. Er knüpft hier also an Gedanken von Yahyā as-Suhrawardī an. In einem anderen seiner Sendschreiben macht Ibn Sabʿīn deutlich, dass die Wahdat-al-wudschūd die Weltsicht dieser spirituellen Elite kennzeichnet:

„Das Existente ist entweder notwendigerweise existent (wāǧib al-wuǧūd), was auf das Ganze und die Erheit (huwīya) zutrifft, oder es ist kontingenterweise existent (mumkin al-wuǧūd), was auf den Teil und die Washeit zutrifft. Die göttliche Herrlichkeit (rubūbīya) ist die Erheit, die das Ganze ist, und die menschliche Knechthaftigkeit ist die Washeit, die der Teil ist. Alle von sich aus auf die Erheit bezogene Realität heißt Ganzes (kull), und alle von sich aus auf die Washeit bezogene Realität heißt Teil (ǧuzʾ). Ein Ganzes hat keine Existenz außer in einem Teil und ein Teil hat keine Existenz außer in einem Ganzen. So ist das Ganze mit dem Teil vereint, und die beiden sind mit dem Ursprung verbunden, nämlich der Existenz. Das gemeine Volk und die Unwissenden werden von dem Akzidentiellen (ʿāriḍ) beherrscht, nämlich der Vielheit (kaṯra) und Vielzahl (taʿaddud), während die auserwählten Wissenden von dem Ursprung beherrscht werden, nämlich der Einheit der Existenz (waḥdat al-wuǧūd). Derjenige, der sich an den Ursprung hält, erfährt keine Ablenkung oder Ruhelosigkeit. Er bleibt in seinem Wissen und seiner Erkenntnis gefestigt. Wer sich aber an den Zweig hält, erfährt Ruhelosigkeit und Ablenkung. Die Dinge werden viele in seinen Augen, so dass er vergisst und zerstreut und unwissend wird.“

### Sadr ad-Dīn al-Qūnawī
Ein Autor, der sich etwas ausführlicher zur Einheit der Existenz äußerte, war Ibn ʿArabīs Schwiegersohn, der persische Sufi-Philosoph Sadr ad-Dīn al-Qūnawī (1207–1274). Dschāmi war der Auffassung, dass sich Ibn ʿArabīs Intention bei dem Problem der Einheit der Existenz nur demjenigen in einer Vernunft (ʿaql) und göttlichem Gesetz (šarʿ) entsprechenden Weise erschließe, der die Untersuchungen (taḥqīqāt) Ṣadr ad-Dīns studiere und verstehe.
Al-Qūnawī äußert sich zur Einheit der Existenz vor allem in seinem philosophischen Traktat Miftāḥ ġaib al-ǧamʿ wa-l-wuǧūd. Dort erklärt er: „Wisse, dass der Wahrhaftige (al-Ḥaqq; sc. Gott) die reine Existenz (al-wuǧūd al-maḥḍ) ist, in der es keine Verschiedenheit gibt, und Er eins ist im Sinne einer wahrhaftigen Einheit (waḥda ḥaqīqīya), dergegenüber keine Vielheit gedacht werden kann.“ Alles, was in den Entitäten wahrgenommen werde, so erklärt al-Qūnawī weiter, Farben, Lichter, Flächen usw., seien Wirkungen der Existenz (aḥkām al-wuǧūd), oder Verhältnisformen (ṣuwar nisab) Seines Wissens. Dieses Wahrgenommene sei aber nicht mit der wahrhaftigen Existenz (al-wuǧūd al-ḥaqq) identisch, weil die Existenz nur eine sei. Der Mensch könne die Existenz nicht deswegen erfassen, weil er wie die Einheit der Existenz (waḥdat al-wuǧūd) eine wahrhaftige Einheit sei, sondern weil er eine Wahrheit sei, die durch Existenz, Leben, in ihm bestehendes Wissen, Willen, und ein festes Verhältnis zu dem, was er erfassen will, ausgezeichnet sei.
An neuplatonische Emanationslehren anknüpfend, erklärt al-Qūnawī weiter:

„Aus dem Wirklichen geht in Bezug auf die Einheit seiner Existenz (waḥdat wuǧūdudihī) nur das Eine hervor, wegen der Unmöglichkeit, dass das Eine mehr als Eines offenbart. Und dieses Eine ist unserer Ansicht nach die wissende Existenz (al-wuǧūd al-ʿālim), die auf die Wesenheiten der erzeugten Dinge ausgeschüttet wird (al-mufāḍ ʿalā aʿyān al-mukauwanāt), sowohl auf dasjenige, das existiert, als auch auf dasjenige, das nicht existiert, über dessen (sc. zukünftige) Existenz aber bereits Wissen vorhanden ist. Diese Existenz ist dem höchsten Schreibrohr (al-qalam al-aʿlā), das die erste Existenz ist und auch ‚der erste Intellekt‘ (al-ʿaql al-auwal) genannt wird, und den anderen existierenden Dingen gemeinsam, anders als es die Theoretiker unter den Philosophen sagen. Denn nach Ansicht der Wahrheitserkenner (al-muḥaqqiqūn) gibt es nichts als den Wahrhaftigen. Und der Kosmos ist nichts, was über die von Gott seit aller Ewigkeit her gewussten Wahrheiten hinausgeht, die zunächst nicht-existent (maʿdūm) […] und dann mit Existenz ausgestattet sind.“

Die eine Existenz, die in die erschaffenen kontingenten Dingen eintritt, so erklärt al-Qūnawī weiter, unterscheidet sich von der wahren verborgenen Existenz, die von den Wesenheiten und Phänomenen (maẓāhir) entblößt ist, nur durch Verhältnisse (nisab) und Überlegungen (iʿtibārāt) wie das In-Erscheinung-Treten (ẓuhūr), die Individuation (taʿaiyun), die Pluralität, die sich durch die Verbindung einstellt, die Zulassung des Urteils der Gemeinsamkeit (ḥukm al-ištirāk), und ähnliche Qualifikative, die man vermittels der Verbindung zu den Phänomenen erlangt. Zum Verhältnis zwischen der Vielfalt in der Welt und der Einheit der Existenz äußert sich al-Qūnawī ähnlich wie Ibn Sabʿīn:

„Die wahrgenommene Verschiedenheit der existierenden Dinge, die sich von der einen Existenz ableiten, geht auf die Verschiedenheit der aufnehmenden kosmischen Realitäten zurück, nicht auf die Verschiedenheit der Existenz an sich oder darauf, dass es viele Existenzen gibt, die sich in den Realitäten unterscheiden. Denn es gibt nur eine Existenz, die aufgrund der Verschiedenheit Realitäten der Behälter unterschiedlich, vielfältig und zahlreich erscheint, obwohl sie sich in sich selbst hinsichtlich ihrer Lösung von den Erscheinungsorten nicht vervielfacht oder vermehrt.“

Zum Verhältnis zwischen der einen Existenz und den feststehenden Wesenheiten sagt al-Qūnawī in einem anderen Werk:

„Das Unklarste und Schleierhafteste sind die Pluralitäten (taʿaddudāt), die durch die Wirkungen der feststehenden Wesenheiten in der einen Existenz eintreten. Man bildet sich ein, dass die Wesenheiten in der Existenz und durch die Existenz in Erscheinung treten. In Wirklichkeit treten aber nur ihre Wirkungen in der Existenz in Erscheinung, nicht sie selbst. Und sie werden auch nie in Erscheinung treten. Das In-Erschung-Treten (ẓuhūr) kommt nämlich nur der Existenz zu, allerdings unter der Voraussetzung der Vervielfältigung mit den Wirkungen der Wesenheiten in ihr. Das Verborgensein (buṭūn) dagegen ist eine intrinsische Eigenschaft der Wesenheiten und auch der Existenz im Hinblick auf die begriffliche Erfassung ihrer Einheit.“

## Aussagen bei Mystikern in Persien und Transoxanien

### ʿAzīz ad-Dīn Nasafī
Einer der frühesten persischsprachigen Autoren, der die Wahdat al-wudschūd behandelte, war der transoxanische mystische Denker ʿAzīz ad-Dīn Nasafī (gest. nach 1281). Er teilte die Muslime im Großen und Ganzen in drei Hauptkategorien ein, die „Leute der Scharia“ (ahl-i šariʿat), die wiederum in Sunniten und Schiiten unterteilt sind, die „Leute der Philosophie“ (ahl-i ḥikmat), die wiederum in avicennische Philosophen und „Transmigrationisten“ (ahl-i tanāsuḫ) unterteilt sind, und die „Leute der Einheit“ (ahl-i waḥdat), womit die Anhänger der „Einheit der Existenz“ (waḥdat al-wuǧūd) gemeint sind. Diese „Leute der Einheit“ sind zwar ebenfalls wieder in verschiedene Gruppen unterteilt, doch eint alle der Glaube daran, „dass die Existenz nicht mehr als eine ist, jene Existenz Gott ist, und Gott eine Existenz ist, wahrhaftig, notwendig, urewig und ewig dauernd, dass in seiner Existenz keine Vielheit oder Teile existieren und außer Seiner Existenz nichts existiert.“
Innerhalb der „Leute der Einheit“ gibt es nach ʿAzīz ad-Dīn Nasafī zwei große Gruppen, die „Leute des Feuers“ (aṣḥāb-i nār) und die „Leute des Lichts“ (aṣḥāb-i nūr). Die ersteren nenne man deswegen „Leute des Feuers“, weil bei jedem, der diese Stufe erreiche, Einbildung und Stolz verschwänden und auch die Person selbst entwerde (nīst mīšawad). Die Wirkung des Feuers sei nämlich, dass es alles, was es erreiche, zuerst zunichtemache, um danach selbst zu verschwinden. Die „Anhänger des Feuers“ gliedern sich nach ʿAzīz ad-Dīn Nasafī wiederum in zwei Gruppen:
1. Die eine Gruppe lehrt, dass die sichtbare Welt, die die zusammengesetzte und unterteilte Welt der Körper und Finsternis ist, die der Veränderung und dem Vergehen unterliegt, die Schöpfung Gottes ist, wobei diese aber nur Einbildung (ḫayāl) und Vorstellung ist und nur eine imaginäre, reflektorische und schattenartige Existenz besitzt.[49]
2. Die andere Gruppe lehrt, dass die sichtbare Welt, die die Welt der Körper und Finsternis ist, und die verborgene Welt, die die Welt der Geister und des Lichts ist, etwas anderes als der Herr der Welten sind, weil die Welt der Körper mit der Welt der Geister und die Welt der Dunkelheit mit dem Licht im Gegensatz stehen und Gott frei von Gegensätzen, Attributen und Namen ist. Dasjenige, was über der Welt der Körper und der Welt der Geister sei und in dem keine Gegensätze, Formen und Bilder bestünden, sei eine wirkliche Existenz, die reine Einheit sei. Es sei das Notwendig-Existierende (wāǧib al-wuǧūd) und der Herr der Welten (ḫudāy-i ʿālam). Die Welt der Körper, die Welt der Geister, die Welt der Dunkelheit und die Welt des Lichts seien dagegen allesamt nur Einbildung und Vorstellung. Sie träten durch die Beschaffenheit des Notwendig-Existierenden in Erscheinung, besäßen jedoch nur eine imaginäre, reflektorische und schattenartige Existenz so wie Dinge, die im Wasser, im Traum oder im Spiegel erschienen.[50] Dies, so erklärt ʿAzīz ad-Dīn Nasafī, sei die Lehrrichtung des obersten Scheichs (šaiḫ al-mašāyiḫ) Ibn Sabʿīn und der Scheiche des Maghreb, und er selbst habe in seiner Zeit viele Menschen gesehen, die dieser Lehrrichtung folgten.[51]

Die „Leute des Lichts“ heißen nach ʿAzīz ad-Dīn Nasafī deswegen so, weil jeder, der diesen Rang erreiche, wisse, dass er für immer lebendig sei. Die Wirkung des Lichts sei nämlich, dass es Sein (hastī) verleihe. Die „Leute des Lichts“, so erklärt ʿAzīz ad-Dīn Nasafī weiter, lehrten, dass alles Existierende gleichzeitig die Existenz Gottes ist, weil in der Existenz an sich Zweiheit und Vielheit nicht möglich sind, die Existenz die Existenz Gottes ist und es neben Gott keine andere Existenz gibt. Innerhalb der „Leute des Lichts“ gibt es nach ʿAzīz ad-Dīn Nasafī zwei Gruppen. Der Unterschied zwischen ihnen betrifft die Frage, ob die Welt der Körper von der Welt der Geister getrennt ist oder ob die beiden miteinander verbunden sind.

### Saʿīd ad-Dīn al-Farghānī
Sadr ad-Dīn al-Qūnawīs Schüler Saʿīd ad-Dīn al-Farghānī (gest. ca. 1300) nimmt auf die „Einheit der Existenz“ mehrfach in seinen Kommentaren zu dem Gedicht at-Tāʾīya al-kubrā von Ibn al-Fārid (gest. 1235) Bezug. In seinem persischen Kommentar Mašāriq ad-darārī, der auf seinen Mitschriften von al-Qūnawīs Erklärungen zu diesem Gedicht beruht, verwendet er den Ausdruck waḥdat al-wuǧūd oder ähnliche Formulierungen 41 Mal und in seinem erweiterten arabischen Kommentar desselben Werkes mit dem Titel Muntahā al-madārik, der mehr seine eigenen Ansichten spiegelt, 22 Mal.
An zehn Stellen seines persischen Kommentars stellt al-Farghānī der Einheit der Existenz (waḥdat al-wuǧūd) die „Vielheit des (sc. göttlichen) Wissens“ (kaṯrat al-ʿilm) bzw. die „Vielheit der gewussten Dinge“ (kaṯrat al-maʿlūmāt) gegenüber. So erklärt al-Farghānī an einer Stelle, dass die Seele der Erscheinungsort der Vielheit des Wissens sei, während der Geist der Erscheinungsort und die Form der Einheit der Existenz sei. Dass der Geist zur Welt der Wahdat-al-wudschūd gehört, entnimmt er der koranischen Aussage in Sure 15:29, wonach Gott Adam seinen Geist eingeblasen hat.
An einer anderen Stelle, die auf dieser Idee aufbaut, setzt al-Farghānī die Einheit der Existenz zur sufischen Idee des Fanā' („Entwerden“) in Beziehung und erklärt, dass es drei Stufen der Auslöschung und Entwerdung (maḥw wa-fanā) gebe, die der Beschreiter des mystischen Weges durchlaufe. Gemeinsam ist den beiden Fassungen der Stelle die Aussage, dass die Einheit der Existenz nach der Entwerdung der Seele auf der ersten Stufe erschaut wird. In dem persischen Kommentar werden die drei Stufen wie folgt beschrieben:
- Die erste Stufe sei die Auslöschung und Entwerdung der Seele und ihrer Attribute. Darin werde die Einheit der Existenz geschaut (dar ū mašhūd-i waḥdat-i wuǧūd ast), insofern als sie im Spiegel der Vielheit der Wahrheiten des Wissens und ihrer Attribute gespiegelt werde (dar āyīna-yi kaṯrat-i ḥaqāʾiq-i ʿilm wa-ṣifāt-i ū munṭabaʿ ast). Jedes Mal, wenn der Spiegel voller Spiegelungen sei, werde die Oberfläche des Spiegels gänzlich verborgen und das Gespiegelte trete klar hervor.
- Die zweite Stufe sei die Auslöschung und Entwerdung des Geistes (rūḥ) und seiner Attribute. Geschaut werde in ihm die Vielheit der Wahrheiten (kaṯrat-i ḥaqāʾiq), insofern als sie im Spiegel der Einheit der Existenz (āyīna-yi waḥdat-i wuǧūd), die das Verborgene des Geistes (bāṭin-i rūḥ) sei, gespiegelt werde. Die Einheit, die der Spiegel sei, werde nicht offenbar, wohl aber die Vielheit, die das Gespiegelte sei.
- Die dritte Stufe sei die Auslöschung und Entwerdung des Gebundenseins (taqaiyud) an die beiden Arten der Schau und die Harmonisierung (ǧamʿ) zwischen ihnen.[59]

Im arabischen Kommentar gibt al-Farghānī noch weitere Erklärungen zu den drei Stufen. Da in der Seele die wirkliche Vielheit offensichtlich, die Einheit der individuellen offensichtlichen Existenz (waḥdat al-wuǧūd al-ʿainī aẓ-ẓāhirī) jedoch verborgen sei, überwinde der Beschreiter des mystischen Weges beim Entwerden der Seele auf der ersten Stufe unweigerlich die Einheit die Vielheit, so dass die Vielheit vollkommen verschwinde. Da im Geist die Einheit der individuellen Existenz mit ihrer Eigenschaft der Schlichtheit offensichtlich, die Vielheit der gewussten Realitäten mit ihren Unterscheidungen jedoch verborgen sei, verschwinde bei seinem Entwerden auf der zweiten Stufe die Einheit, während die Vielheit der gewussten Realitäten hervortrete. Auf der dritten Stufe des Entwerdens erlebe der Beschreiter des mystischen Weges eine Harmonisierung zwischen diesen beiden Zuständen.
An einer anderen Stelle seines arabischen Kommentars erklärt al-Farghānī, dass die Einheit der Existenz der Gegensatz (ḫulf) zum Schleier der Vielheit der seinsmäßigen Wahrheiten (kaṯrat al-ḥaqāʾiq al-kaunīya) sei, denn solange eine der Wirkungen und Bestimmungen des weltlichen Seins (kaun) und seiner Stufen jemanden beherrsche oder in ihm offenbar werde, offenbare sich ihm weder die Allumfassenheit (ǧamʿīya) der Einheit der Existenz, noch das Nicht-Bestehen der Andersheit in allem, was er wahrnehme. Diesen Gedanken wiederholt al-Farghānī wenig später mit etwas anderen Worten: Solange der Mensch durch die Fessel der seinsmäßigen Bestimmungen gebunden (maḥṣūr fī qaid al-aḥkām al-kaunīya) sei, zu denen das Bewusstsein seiner selbst (aš-šuʿūr bi-nafsihī) gehöre, sei er von der Schau der Einheit der Existenz (šuhūd waḥdat al-wuǧūd) abgeschirmt.

### ʿAbd ar-Razzāq al-Qāschānī
Die erste lexikographische Erfassung des Wahdat-al-wudschūd-Konzepts findet sich bei dem persischen Mystiker ʿAbd ar-Razzāq al-Qāschānī (gest. 1345). Er erklärt es in seinem Werk Laṭāʾif al-iʿlām fī išārāt ahl al-ilhām, einem Lexikon von Begriffen der Ibn-ʿArabī-Mystik, mit den folgenden Worten:

„Damit ist gemeint, dass sie (sc. die Existenz) sich nicht in das Notwendige (al-wāǧib) und das Kontingente (al-mumkin) teilen lässt. Denn nach Meinung dieser Gruppe (sc. den Anhängern dieser Lehre) ist die Existenz nicht das, was die Theoretiker der Mutakallimūn und Philosophen darunter verstehen. Die meisten von ihnen glauben nämlich, dass die Existenz ein Akzidens (ʿaraḍ) ist. Vielmehr ist die Existenz, dem sie eine Akzidens-Qualität zuschreiben, dasjenige, wodurch sich die Wahrheit von allem Existenten bewahrheitet. Und das kann nichts anderes sein als der Wahrhaftige (al-Ḥaqq), erhaben ist Seine Natur. Außerdem hat das als Einheit beschriebene Wesen (ḏāt) zwei Aspekte: 1. den Aspekt des Eins-Seins und des Umfassens der Namen und Wahrheiten, und das ist, wie du weißt, der Rang der Vereinigung und Existenz (martabat al-ǧamʿ wa-l-wuǧūd), und 2. den Aspekt, dass es identisch ist mit jenen Wahrheiten, die es umfasst, während die Existenz Ursprung (aṣl) jener Wahrheiten ist und nach Maßgabe der Sinneskräfte ihr deutlichster Ausdruck ist. So ist die Existenz mit dem Wesen identisch.“

### Dschāmī
Der persische Mystiker Dschāmī (gest. 1492) stellt in seinem Werk ad-Durra al-fāḫira die Sufis, die die Einheit der Existenz lehren, den Mutakallimūn und den Philosophen (ḥukamāʾ) mit ihren Lehren über die Existenz gegenüber. Die Menge der Mutakallimūn und die Philosophen vertreten ihm zufolge die Meinung, dass der Existenz nur eine einzige Bedeutung (mafhūm) zukommt, die allen Existenzen gemeinsam ist. Während die Mutakallimūn lehren, dass sich diese Bedeutung durch Beifügung zu Dingen vervielfältigt und zu Anteilen wird, lehren die Philosophen, dass die Existenzen unterschiedliche Realitäten sind, die nicht nur durch das Akzidens der Beifügung, sondern in sich selbst vielfältig sind. Wenn nun, so erklärt er, diese allgemeine Bedeutung zur notwendigen Existenz und zu den als unterschiedliche Realitäten gedachten kontingenten speziellen Existenzen hinzutreten kann, dann kann sie auch zu einer einzigen existierenden absoluten Realität hinzutreten, nämlich der Realität der notwendigen Existenz, die mit Gott identisch ist. Dies ist nämlich, so erklärt Dschāmī weiter, die Lehre der Sufis, die die Einheit der Existenz lehren. Diese hinzutretende Bedeutung sei eine gedankliche Sache (amr iʿtibārī), die nur im Verstand existiere, während sein Substrat, die Realität der Existenz, wirklich im Äußeren existiere.
An einer späteren Stelle in demselben Werk äußert er die Auffassung, dass die Sufis, die die Einheit der Existenz lehren, bei dem Beweis der Einheit Gottes gegenüber den beiden anderen Gruppen im Vorteil seien:

„Insofern als der Notwendige – erhaben ist Er – nach Ansicht der Menge der Mutakallimūn eine Realität ist, die durch eine eigene Existenz existiert, und nach Ansicht ihrer beiden Führer (sc. Abū l-Hasan al-Aschʿarī und der Muʿtazilit Abū l-Husain al-Basrī) und der Philosophen eine eigene Existenz ist, benötigen sie für den Nachweis Seiner Einzigartigkeit und Verneinung eines Teilhabers Argumente und Beweise, die sie in ihren Werken geliefert haben. Die Sufis, die die Einheit der Existenz lehren, müssen dagegen für den Nachweis Seiner Einzigartigkeit und Verneinung eines Teilhabers keinen Beweis erbringen, da für sie die Realität des Notwendigen die absolute Existenz ist. Denn es ist unmöglich, sich in Ihm irgendeine Dualität und Vielfalt vorzustellen, ohne in ihm Individuation und Gebundenheit anzunehmen. Denn alles Vielfältige, ob gesehen, vorgestellt oder wahrgenommen, ist entweder Existierendes oder relative Existenz, nicht absolute Existenz.“

Bezüglich der Entstehung der Vielheit aus der Einheit schreibt Dschāmī den Sufis, die die Einheit der Existenz lehren, die folgende Lehre zu: Wenn der mit der Existenz identische Wahrhaftige (al-wuǧūd al-ḥaqq) von der Stufe seiner Einheit und Absolutheit zu den Stufen der Vielheit und Gebundenheit niedersteige, tue er das in der Einheit der Gesamtheit all Seiner Attribute und Namen, denn so wie seine Essenz bei diesem Abstieg entsprechend der Prädispositionen (istiʿādāt) der Behälter (qawābil) gebunden werde, würden dementsprechend auch Seine Attribute und Namen gebunden.

## Die Entfaltung des Konzepts in Indien
Ein Schüler von ʿAbd ar-Razzāq al-Qāschānī, Aschraf Dschahāngīr Simnānī (gest. 1405) vermittelte das Wahdat-al-wudschūd-Konzept nach Indien. Er war ursprünglich ein Schüler von ʿAlā' ad-Daula as-Simnānī gewesen, hatte sich aber dann von ihm abgewendet und al-Qāschānī angeschlossen. Bei letzterem studierte er Ibn ʿArabīs Werk al-Futūḥāt al-Makkīya und al-Qāschānīs eigenes Wörterbuch mystischer Begriffe. Später reiste er nach Indien und ließ sich in Jaunpur nieder. Ein Schüler von Aschraf as-Simnānī, Nizām ad-Dīn Yamanī verfasste ein umfangreiches Werk mit dem Titel Laṭāyif-i Ašrafī, das in 60 als laṭāyif bezeichneten Kapiteln Aschraf as-Simnānīs Ansichten zu einer Vielzahl von Themen erläutert. Das 27. Kapitel davon ist den Beweisen der Wahdat-al-wudschūd-Lehre gewidmet. Hier zitiert Yamanī seinen Lehrer mit der Aussage, dass das innerste Wesen der Glaubenslehren der Sufis und die Grundnahrung der Leute der Erkenntnis das Thema der Einheit der Existenz sei.

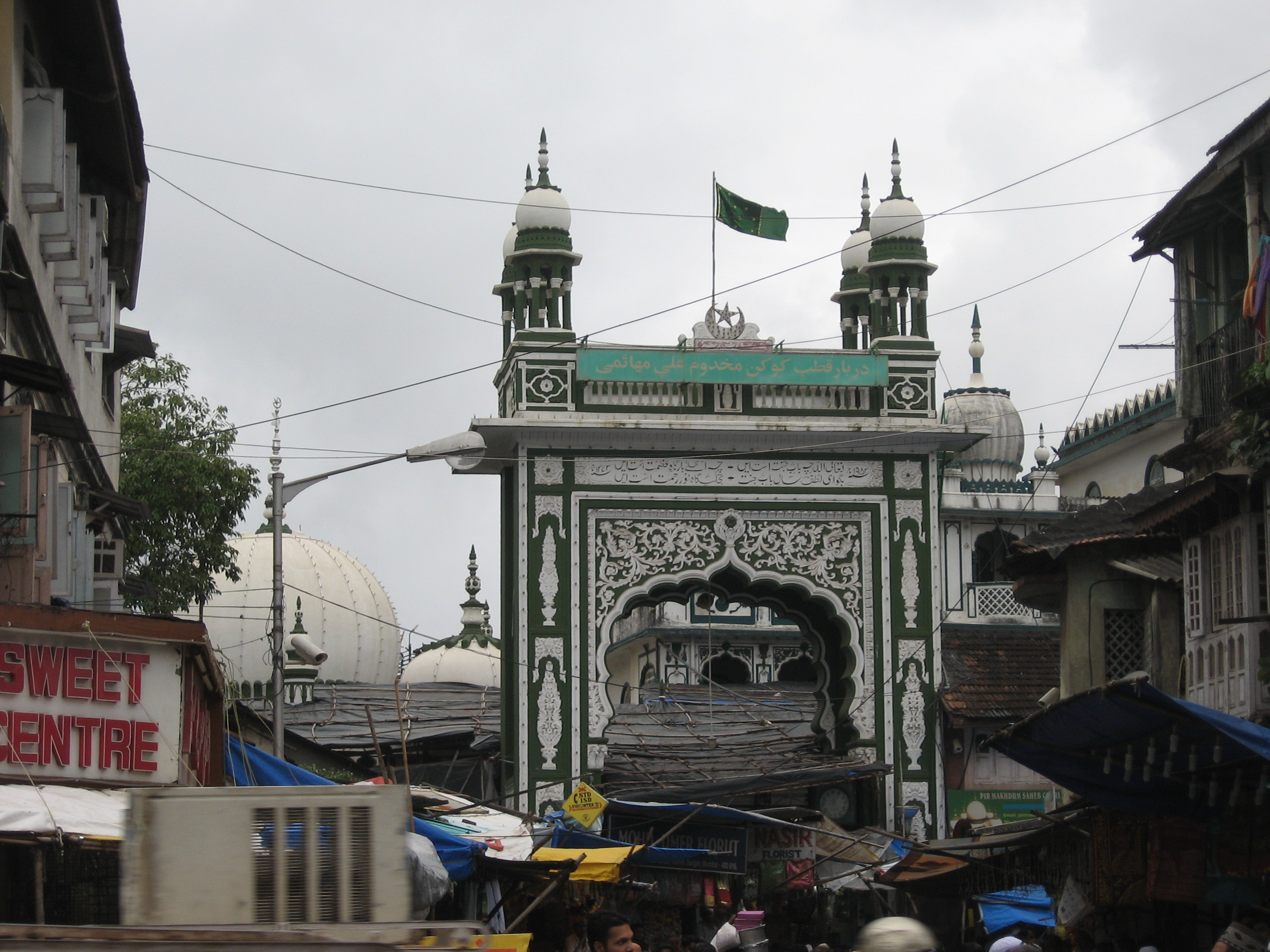
Das Grabmausoleum von Machdūm ʿAlī al-Mahā'imī in Mumbai

Ein weiterer Vermittler der wahdat-al-wudschūd-Lehre nach Indien war der zur arabischen Seefahrergemeinde von Konkan gehörende Machdūm ʿAlī al-Mahā'imī (gest. 1432). Er verfasste unter dem Titel Irāʾat al-ḥaqāʾiq fī šarḥ Mirʾāt al-ḥaqāʾiq eine kommentierte arabische Übersetzung des persischen Traktats Risāla-yi Ǧām-i ǧahān-namā von Muhammad Schīrīn Maghribī (gest. 1408), der sich mit der Beziehung zwischen den verschiedenen Aspekten der göttlichen Einheit (aḥadiyya, wāḥidiyya, waḥdat) und ihrer Beziehung zur Vielfältigkeit der manifestierten Welt befasst. Allerdings warnte al-Mahā'imī in seinem Kommentar, dass „die Lehre von der Einheit der Existenz in allem“ nicht dazu autorisiere, „die Göttlichkeit einer jeden einzelnen Sache“ (ālihīyat kull wāḥid min al-ašyāʾ) zu lehren. Denn diese Lehre besage nur, dass die Gesamtheit der Existenzen der Dinge eine Sache sei, nämlich das Erscheinen des Wahrhaftigen im Ganzen (ẓuhūr al-ḥaqq fī l-kull), nicht dass jedes einzelne von den existierenden Dingen die Gesamtheit sei, in der der Wahrhaftige in seiner Ganzheit erscheine.
Allerdings hatten Anhänger der wahdat-al-wudschūd-Lehre in Indien auch mit Widerständen zu kämpfen. Dies zeigt der Fall des Tschischtīya-Sufis Hasan Tāhir (gest. 1503/4), der zu Sultan Sikandar Lodi in Beziehung stand und sich in Delhi niederließ. Von ihm wird überliefert, dass er einmal von seinem Vater, der Ibn ʿArabīs Buch Fuṣūṣ al-ḥikam ablehnte und dessen Lektüre verbot, nach einer Erklärung der Lehre von der Einheit der Existenz (tauḥīd-i wuǧūd) gebeten wurde. Er habe daraufhin das Problem in einer Weise erklärt, die die Aufmerksamkeit der literalistischen Gelehrten (ʿulamā-yi ẓāhir) erweckte, was dazu führte, dass sich „der Knoten der Schwierigkeit des Rechtsgelehrten“ (ʿuqda-yi iškāl-i maulawī) löste und er das Lektüreverbot zurücknahm.
Trotz dieser Widerstände blieb die wahdat-al-wudschūd-Lehre in Indien populär, und der indische Geschichtsschreiber ʿAbd al-Qādir Badā'ūnī (gest. 1597/98) berichtet, dass ein Sufi-Scheich namens Tādsch ad-Dīn ibn Zakarīyā Adschūdhanī diese Lehre in abendlichen Sitzungen bei dem Mogulherrscher Akbar (reg. 1556–1605) einführte und ihn überzeugte, dass er selber der von Ibn ʿArabī und seinen Anhängern beschriebene „vollkommene Mensch“ (insān kāmil) sei. Badā'ūnī war darüber empört, weil er die Wahdat al-wudschūd für eine Lehre „zerstörerischer Sufis“ (Ṣūfīya-i mubaṭṭila) hielt, die im Ergebnis zu „Unmoral“ (ibāḥat) und „Häresie“ (ilḥād) führt. Dass Tādsch ad-Dīn diese Lehre propagierte, erklärte Badā'ūnī damit, dass dieser sich nicht so sehr an die religiösen Vorschriften (šarʿīyāt) gebunden fühlte. Adschūdhanī war allerdings nicht die einzige Person an Akbars Hof, die der wahdat-al-wudschūd-Lehre zuneigte. Auch von Akbars Hofdichter Faizi (gest. 1595) wird berichtet, dass er zu den Sufis gehörte, die sich zur Einheit der Existenz bekannten.
Eine besonders einflussreiche Ausarbeitung der wahdat-al-wudschūd-Lehre aus Indien war das Werk at-Tuḥfa al-mursala ilā n-Nabī von Fadlallāh al-Burhānpūrī (gest. 1619), einem indirekten Schüler von Muhammad Ghaus (gest. 1563). Es beginnt mit der Aussage, dass „der Wahrhaftige - gepriesen sei Er und erhaben“ (al-ḥaqq subḥānahū wa-taʿālā) die Existenz sei. Diese Existenz sei zwar eine, ihre Gewänder (albās) jedoch unterschiedlich und vielfältig. Keines der veränderlichen Dinge (kāʾināt), nicht einmal ein Atom, entbehre der Existenz. Das Werk wurde später von Ibrāhīm al-Kūrānī (gest. 1690), ʿAbd al-Ghanī an-Nābulusī (gest. 1731) und Abū l-Chair as-Suwaidī (gest. 1786) kommentiert.
Auf dem indischen Subkontinent wurde das Konzept der Wahdat al-wudschūd so populär, dass es Autoren aus dieser Region auch bei Mystikern, die mit dem Islam nur locker verbunden waren, wiederzuerkennen meinten. So schreibt Anfang des 17. Jahrhunderts der Verfasser des Dabistān-i maḏāhib über den nordindischen Dichter Kabir, dass von diesem nach seiner Begegnung mit Ramananda erhabene Worte über die Wahdat al-wudschūd berühmt geworden seien, wie nur die mystischen „Wahrheitssucher“ (muḥaqqiqān) sie aussprechen könnten.

## Kritiker des Konzepts

### Ibn Taimīya
Einer der frühesten Kritiker der wahdat-al-wudschūd-Lehre war der hanbalitische Gelehrte Ibn Taimīya (gest. 1329). Ihm zufolge behaupteten die Anhänger dieser Lehre, dass die Existenz des Erschaffenen mit der Existenz des Schöpfers identisch sei. Darin sah Ibn Taimīya eine Entleerung und Leugnung des Schöpfers, die alle Formen von Schirk in sich schließe. Ibn ʿArabī schreibt er die Lehre zu, dass die Existenz einer jeden Sache mit der Existenz des Wahrhaftigen identisch sei (wuǧūd kull šaiʾ ʿain wuǧūd al-Ḥaqq).
In einer anderen Schrift, in der er diese „Lehrrichtung der Einheit“ (maḏhab al-waḥda) behandelt, erklärt er, dass ihr zufolge die Existenz eine einzige sei, dem Schöpfergott keine Existenz zukomme, die von der Existenz des Erschaffenen getrennt sei, und Gott das Böse in der Welt (aš-šarr fī l-ʿālam) in sich vereine. Er meinte, dass darin, dass die Anhänger dieser Lehre Gott keine von der Existenz des Erschaffenen getrennte Existenz zuerkennen, der Ausgangspunkt ihres Irrtums (mabdaʾ ḍalālihim) liege. Außerdem wirft er ihnen vor, sich eklektisch der Lehren der Philosophen, der falschen Lehren der Sufis und Mutakallimūn und der Lehren der Qarmaten und Bātiniten zu bedienen, „vor den Türen der verschiedenen Lehrrichtungen“ umherzustreifen und niedrigste Ziele zu verfolgen.

### Sufische Kritiker

#### ʿAlā' ad-Daula as-Simnānī
Um die gleiche Zeit wie Ibn Taimīya kritisierte der persische Sufi ʿAlā' ad-Daula as-Simnānī (gest. 1336) die wahdat-al-wudschūd-Lehre. Wie sein ehemaliger Schüler Aschraf Dschahāngīr Simnānī berichtet, hatte er darüber eine Korrespondenz mit seinem Zeitgenossen ʿAbd ar-Razzāq al-Qāschānī. Sie wird auch in den Nafaḥāt al-Uns von Dschāmi (gest. 1492) wiedergegeben, und aus diesem Werk hat sie Herrmann Landolt ins Deutsche übersetzt. Anlass für die briefliche Auseinandersetzung war, dass Iqbāl-i Sistānī, ein anderer Schüler ʿAlā' ad-Daulas, bei Soltaniye mit al-Qāschānī zusammengetroffen war und diesen zur wahdat-al-wudschūd-Lehre befragt hatte. Als al-Qāschānī ihn fragte, was denn sein Scheich von Ibn ʿArabī und seinen Worten halte, antwortete Iqbāl-i Sistānī, dass sein Scheich Ibn ʿArabī zwar für einen großen Mann halte, jedoch meine, dass er sich mit seiner Lehre von Gott als der absoluten Existenz geirrt habe. Darauf versetzte al-Qāschānī, dass genau diese Aussage das Grundprinzip aller seiner mystischen Erkenntnisse sei und es keine bessere Aussage als diese gebe. Es sei merkwürdig, dass sein Scheich sie missbillige, obwohl doch alle Propheten, Gottesmänner und Autoritäten dieser Lehrrichtung gefolgt seien. Als Iqbāl-i Sistānī dies seinem Scheich ʿAlā' ad-Daula as-Simnānī mitteilte, schrieb dieser als Antwort:

„Mit solcher Schamlosigkeit hat sich noch in keiner einzigen Gruppe und Sekte je einer geäußert. Und wenn du der Sache genau auf den Grund gehst, findest du sogar die Lehre der ‚Naturalisten‘ und Materialisten bei weitem besser. Zur Ächtung und Widerlegung dieser Worte ist bereits vieles geschrieben worden.“

Als al-Qāschānī davon erfuhr, schrieb er ʿAlā' ad-Daula as-Simnānī einen Brief, in dem er die wahdat-al-wudschūd-Lehre verteidigte. Auf diesen Brief verfasste ʿAlā' ad-Daula as-Simnānī eine Replik mit neuen Angriffen gegen diese Lehre. Darin nahm er Bezug auf Ibn ʿArabīs einleitende Worte in seinem Werk al-Futūḥāt al-Makkīya: „Ehre sei dem, der alles (in der Welt) hervorbringt und (gleichzeitig) eins mit ihm ist“, und bemerkte dazu:

„Wenn du jemand sagen hörtest: 'Das Exkrement des Scheichs ist mit der Existenz des Scheichs (wuǧūd aš-šaiḫ) identisch, so würdest du ihm das keineswegs durchgehen lassen, sondern dich über ihn ärgern. Wie soll es dann einem Vernunftbegabten möglich sein, solchen Unsinn auf Gott zu beziehen, den König und Richter? Kehr um zu Gott, durch aufrichtige Tauba, damit du diesem gefährlichen Abgrund entkommst, vor dem selbst die Materialisten, die Naturalisten, die Griechen (d.h. die Philosophen) und die Buddhisten zurückschrecken! Friede sei über dem, der der rechten Führung folgt (Sure 20:47)!.“

#### ʿAbd al-Karīm al-Dschīlī
Der der Ibn-ʿArabī-Schule zugerechnete jemenitische Sufi ʿAbd al-Karīm al-Dschīlī (gest. 1428) kritisierte das herrschende wahdat-al-wudschūd-Verständnis mit theologischen Argumenten. In seinem Kommentar zur Risālat al-Ḫalwa von Ibn ʿArabī schreibt er:

„Eine große Gruppe derjenigen, die die Einheit der Existenz lehren, ist sich einig, dass die Dinge im Äußeren existieren, so wie es die Lehrmeinung der Theoretiker (nuẓẓār) ist. Doch sagen sie, dass sie durch eine Existenz existieren, die Gott, der Wahrhaftige ist, nicht durch eine Existenz, die zur Existenz Gottes, des Wahrhaftigen, hinzutritt. Das ist aber nicht die Lehrmeinung der vollkommenen Leute der vollständigen Enthüllung (kummal aṣḥāb al-kašf at-tāmm). Diese Lehre kommt nur von Leuten, die die Philosophie (ḥikma) mit der Rede der Leute Gottes (ahl Allāh) vermischen und ihre Lehren entsprechend dem, was ihnen gutdünkte, aufgenommen haben. Wenn du zu den Beherzten (arbāb al-qulūb) gehörst, weißt du, dass Gott schon existierte, ohne dass etwas bei ihm war, und die kontingenten Dinge auf dieser Stufe keine Existenz außer in der Wissenspräsenz (al-ḥaḍra al-ʿilmīya) haben.“

#### Ibn Abī l-Hasan al-Bakrī
Ein weiterer Sufi, der der wahdat-al-wudschūd-Lehre ablehnend gegenüberstand, war der ägyptische Scheich Ibn Abī l-Hasan al-Bakrī (gest. 1586). Wies as-Simnānī brachte er seinen Respekt für Ibn ʿArabī zum Ausdruck, wies aber gleichzeitig die Idee der Wahdat al-wudschūd zurück. Am Anfang seines Dīwāns warnt er den Leser, dass der Text einige Qasīden und poetische Abschnitte enthalte „im Stil derjenigen, die die Einheit der Existenz lehren (ʿalā asālīb al-qāʾilīn bi-waḥdat al-wuǧūd)“, und distanziert sich anschließend davon: „Gott behüte, dass dies Glaubenslehre von uns wird! Vielmehr ist unsere Glaubenslehre das, woran die Sunniten (ahl as-sunna wa-l-ǧamāʿa) glauben.“ Dass er diese Stücke dennoch in seinen Dīwān aufgenommen hat, begründet er mit Subtilität ihres Sinns. In einem der Gedichte des Dīwāns greift al-Bakrī die Verurteilung der Vertreter dieser Lehre aber wieder auf. Dort ruft er aus:
كم أناس توعلوا في دعاوي

زعموا أنهم من الأبرار

أطلقوا وحدة الوجود وقالوا

كل شىء هو الإله الباري

يا لقومي ما لطه نصير

خاب من لم يكن من الأنصار
Kam unās tawaʿʿalū fī daʿāwī

Zaʿamū annahum min al-abrār

Aṭlaqū waḥdata l-wuǧūd wa-qālū

Kullu šaiʾin huwa l-ilāhu l-bārī

Yā la-qaumī mā li-Ṭāhā naṣīr

Ḫāba man lam yakun min al-anṣār
Wie viele Menschen haben hochtrabende Anmaßungen erhoben

Und behauptet, sie gehörten zu den Rechtschaffenen!

Sie haben sich auf die Einheit der Existenz berufen und gesagt:

„Alles ist Gott der Schöpfer!“

O meine Leute, kommt denn niemand Tāhā (= dem Propheten) zu Hilfe?

Enttäuscht werden wird, wer nicht zu den Helfern gehört hat.
Als alternatives Konzept stellte Ibn Abī l-Hasan al-Bakrī der „Einheit der Existenz“ die „Einheit des Erlebens“ (waḥdat aš-šuhūd) gegenüber. In seinem Werk Tabʿīd al-minna fī taʾyīd as-sunna, das er 1552 in Mekka abschloss, schrieb er: “Die Einheit ist erlebnishaft, nicht ontologisch (al-waḥda šuhūdīya lā wuǧūdīya)”.

#### ʿAlī al-Qārī
Ibn Abī l-Hasan al-Bakrīs Schüler ʿAlī al-Qārī (gest. 1606), der der Naqschbandīya zugehörte, vertrat eine ähnliche Position. Er unterschied in seinen Schriften zwischen den Wudschūditen, also denjenigen, die die „Einheit der Existenz“ lehren, und Schuhūditen, also Vertretern der Lehre von der „Einheit des Erlebens“. Erstere betrachtete er als irregeleitet, letztere dagegen als die „Vertreter der wahren Lehre“ (ahl al-ḥaqq). Al-Qārī verfasste auch eine eigene Abhandlung gegen die Anhänger der wahdat-al-wudschūd-Lehre mit dem Titel al-Martaba aš-šuhūdīya fī l-manzila al-wuǧūdīya. Auslöser dafür war, dass ihm zugetragen worden war, dass „ein unwissender Sufi“ (baʿḍ ǧahalat al-mutaṣauwifa) seinen Novizen bei der Initiation folgende Formel sprechen ließ: „Ich glaube, dass alle Dinge von ihrem Inneren mit Gott vereint sind, von ihrem Äußeren her aber von Ihm verschieden und etwas anderes sind als Er.“ Als al-Qārī dies im Gespräch als eine der wahdat-al-wudschūd-Lehre zuneigende Ketzerei bezeichnete, soll man ihn dazu aufgefordert haben, dies näher darzulegen, woraufhin er seine Schrift verfasste.
Allerdings scheint al-Qārī in der frühen Phase seiner literarischen Tätigkeit die wahdat-al-wudschūd-Lehre zumindest teilweise akzeptiert zu haben. Dies zeigt sich bei seiner Behandlung der bereits von Ibn Saudakīn (siehe oben) vertretenen Theorie von der konzentrischen Schachtelung des universalen heiligen Wissens. Nach dieser Theorie enthält der Koran die Essenz aller anderen heiligen Bücher, die Fātiha die Essenz des Korans, die Basmala die Essenz der Fātiha, das Bā' die Essenz der Basmala und der Punkt des Bā' die Essenz des Bā'. Dazu erklärt al-Qārī in seinem Kommentar zur Gebetssammlung Ḥizb al-fatḥ von Abū l-Hasan al-Bakrī: „Vielleicht ist der Punkt ein Hinweis auf die Stufe der Wahdat al-wudschūd des Angebeteten, von der alles ausgeht, zu der alles zurückkehrt und um die sich alles dreht.“

### Ahmad Sirhindī

#### Seine anfängliche Sympathie für die Wahdat al-wudschūd
Zu den sufischen Kritikern der Wahdat-al-wudschūd-Lehre gehörte auch der indische Naqschbandīya-Sufi Ahmad Sirhindī (gest. 1624). Er äußerte sich besonders ausführlich dazu, verwendet allerdings anstelle von Wahdat al-wudschūd meist den Begriff Tauhīd wudschūdī (tauḥīd wuǧūdī), womit er vielleicht zum Ausdruck bringen will, dass es sich nicht um eine objektive Realität, sondern um eine spezielle Art der Wahrnehmung der Realität handelt. Sirhindī bekennt, dass er dieser Lehre anfangs sehr zugeneigt war. Die Entwicklung von Sirhindīs Haltung zu dieser Lehre lässt sich anhand seiner Briefe (Maktūbāt) verfolgen. In Brief 31 des ersten Bandes teilt er mit, dass er von klein auf an diese Lehre geglaubt und sie sehr genossen habe und auch sein Vater sich stets daran gehalten habe. Später, als ihn Scheich Bāqī bi-Llāh in die Methode des Naqschbandī-Ordens eingeführt habe, sei ihm nach nur kurzer Zeit die existenzielle Einheit (tauḥīd wuǧūdī) enthüllt worden. Er sei völlig in dieser Erfahrung aufgegangen, und die damit verbundenen Ideen seien auf ihn eingeströmt.
Die nächste Stufe seiner Entwicklung beschreibt Sirhindī in Brief 160. Dort erklärt er, dass er nach dem Studium der Wissenschaften eine distanziertere Haltung gegenüber der existentiellen Einheit eingenommen habe, ohne diese Lehre völlig zurückzuweisen. Lange Zeit sei er in diesem Zustand der Unentschlossenheit verblieben, bis er schließlich begonnen habe, sich von ihr abzukehren. Ihm sei gezeigt worden, dass die existentielle Einheit eine niedrige Stufe sei, von der er zur Stufe des Schattentums (ẓillīya) aufsteigen müsse. Auf dieser Stufe habe er festgestellt, dass er und die Welt nur ein Schatten (ẓill) Gottes seien. Gerne wäre er auf dieser Stufe verblieben, wegen ihrer Nähe zur Wahdat al-wudschūd, die er immer noch als Inbegriff der Vollkommenheit betrachtet habe. Dann sei er von Gott auf die Stufe der Knechtschaft (ʿabdīya) gehoben worden. Da erst habe er erkannt, dass die Wahdat al-wudschūd nicht die höchste Stufe auf dem mystischen Weg sei.
Sirhindī blieb der wahdat-al-wudschūd-Lehre aber noch lange Zeit verbunden. So unternahm er im 44. Brief des zweiten Bandes den Versuch, sie in einer Weise umzudeuten, dass sie nicht mehr häretisch erschien. Anlass dafür war, dass er von einem Gelehrten namens Muhammad Sādiq gefragt wurde, was davon zu halten sei, dass die Sufis die Einheit der Existenz lehrten und die Gelehrten diese Lehre für Unglauben und Freigeisterei hielten, obwohl beide Parteien Sunniten seien. Hierauf antwortete er, dass der Streit der beiden Parteien nur auf eine Differenz im Ausdruck (lafẓ) zurückgehe. Die Dinge seien bei den Sufis nicht identisch mit Gott, sondern nur Erscheinungsformen des Wahrhaftigen (ẓuhūrāt-i Ḥaqq). Die Dinge seien also von Gott, nicht Gott selbst. Wenn sie sagten: „Alles ist Er“ (hama ūst), sei damit gemeint, dass das Ganze von ihm ausgehe. Dies sei auch die bevorzugte Auffassung der Gelehrten. So stehe der Streit zwischen den beiden Seiten nicht in der Realität fest. Vielmehr liefen die beiden Lehrmeinungen auf das Gleiche hinaus. Der Unterschied bestehe nur darin, dass die Sufis lehrten, dass die Dinge Spiegelbilder der Erscheinungsformen Gottes seien, die Gelehrten jedoch auch vor diesem Ausdruck hüteten, weil sie den falschen Eindruck von Inkarnation (ḥulūl) und Einswerdung mit Gott (ittiḥād) vermeiden wollten. Sowohl die Sufis, die die Einheit der Existenz lehrten, als auch die Gelehrten, die sich für die Vielheit entschieden, sprächen die Wahrheit. Für die Sufis sei die Einheit das Angemessene und für die Gelehrten die Vielheit.
Und im 291. Brief des ersten Bandes nahm Sirhindī die wahdat-al-wudschūd-Lehre gegen die Kritik von Seiten ʿAlā' ad-Daula as-Simnānīs und anderer in Schutz, mit dem Argument, dass der existentielle Monismus bei der einen Gruppe von ihnen von der Häufigkeit der Kontemplation des Tauhīd und der Reflexion über die Bekenntnisformel Lā ilāh illā Llāh herrühre und bei der anderen von der Ekstase (inǧiḏāb) und Gottesliebe im Herzen (maḥabbat-i qalbī). Er selbst hüte sich davor, diese Menschen zu tadeln, weil diese Vorstellung bei ihnen unwillentlich (bī irāda) eintrete und sie somit entschuldigt seien.

#### Einordnung der Wahdat al-wudschūd als ketzerische Lehre
Zu einem bestimmten Zeitpunkt ging Ahmad Sirhindī aber dazu über, die wahdat-al-wudschūd-Lehre als eine ketzerische Lehre zu betrachten. Hintergrund war, dass er bei dieser Lehre die Gefahr eines inhärenten Antinomismus sah. Wie er selbst in seinem 43. Brief des ersten Bandes schreibt, war der Grund für seine Abfassung, dass sich die meisten seiner Zeitgenossen „am Saum dieser existentiellen Einheit festhielten“ (dast ba-dāman-i īn tauḥīd-i wuǧūdī zada-and) und zu der Auffassung gelangt seien, dass das Ganze von Gott sei oder Gott selbst sei, und mit diesem Kniff ihre Hälse aus der Schlinge der Scharia-Pflichten gezogen hätten. Einige hätten dies aufgrund von Taqlīd getan, andere rein aufgrund von Wissen, wiederum andere aufgrund von mit „Schmecken“ (ḏauq) vermischtem Wissen und schließlich einige aufgrund von Ilhād und Freigeisterei (zandaqa). Diese Menschen, so erklärt Sirhindī weiter, würden sich hinsichtlich der Scharia-Regeln allerlei Lügen ausdenken und sich ihres Lebens freuen. Wenn sie auch die Scharia-Gebote anerkannten, würden sie sie doch für „parasitisch“ (ṭufailī) halten und sich einbilden, dass das eigentliche Ziel hinter der Scharia liege. Sirhindī bringt am Ende mit einer arabischen Phrase seine persönliche Abscheu für diese schlechte Gesinnung (iʿtiqād sūʾ) zum Ausdruck.
Im 160. Brief teilt Sirhindī die sufischen Scheiche in drei Gruppen ein:
1. Die erste Gruppe lehre, dass die Welt „im Äußeren“ (dar ḫāriǧ) durch die Erschaffung des Wahrhaftigen existiere und alles, was sich in ihr an Vollkommenheit und Unvollkommenheit zeige, von seiner Schöpfertätigkeit herrühre. Sie hielten sich selbst nicht für mehr als Phantome (šabaḥ). Und es verhalte sich mit ihnen wie mit jemandem, der nackt sei und dann die Kleidung eines anderen anziehe, im vollen Bewusstsein, dass es sich um geliehene Kleidung handele.
2. Die zweite Gruppe lehre, dass die Welt der Schatten (ẓill) des Wahrhaftigen sei, jedoch im Äußeren existiere, allerdings eben nur als Schatten (ba-ṭarīq-i ẓillīyat), nicht als eigenständige Entität (ba-ṭarīq-i aṣālat). Die Existenz der Welt bestehe somit durch die Existenz Gottes, so wie der Schatten durch den schattenwerfenden Körper bestehe.
3. Die dritte Gruppe schließlich lehre die Einheit der Existenz (waḥdat-i wuǧūd). Das bedeute, dass es im Äußeren nur ein Existierendes gebe, nämlich das Wesen des Wahrhaftigen (ḏāt al-Ḥaqq). Der Welt komme nach ihrer Ansicht keine Verwirklichung im Äußeren zu, sondern nur ein wissensmäßiges Feststehen (ṯubūt-i ʿilmī). Deshalb sagten sie: „Die Wesenheiten haben nicht den Geruch der Existenz gerochen.“ Wenn diese Gruppe auch sage, dass die Welt ein Schatten des Wahrhaftigen sei, lehrten sie, dass ihre schattenhafte Existenz nur auf der Stufe der Wahrnehmung bestehe, in Wirklichkeit und im Äußeren jedoch inexistent sei.

Die dritte Gruppe, so erklärt Sirhindī, habe zwar wie die beiden anderen die Vollkommenheit erreicht, doch führe ihre Rede das Volk in den Irrtum und in die Ketzerei. Die erste Gruppe sei dagegen vollkommener, und ihre Lehren stimmten besser mit Koran und Sunna überein.
Sehr ausführlich befasst sich Sirhindī auch noch einmal im 272. Brief mit der wahdat-al-wudschūd-Lehre. Hier zitiert er einige Anhänger dieser Lehre mit der Behauptung, dass die Propheten die Geheimnisse der existentiellen Einheit vor der Volksmenge wegen ihres schwachen Verstandes verborgen hätten. Diese Leute würden diejenigen als Beigeseller bezeichnen, die an die Pluralität der Existenz glaubten und die Verehrung von anderen Dingen als Gott mieden. Umgekehrt würden sie diejenigen als Monotheisten (muwaḥḥid) betrachten, die an die Einheit der Existenz glaubten, auch wenn sie tausend Götzen anbeteten, weil sie diese für Manifestationen Gottes hielten. Sirhindī weist diese Vorstellung entschieden zurück:

„Die Propheten haben niemals zur Einheit der Existenz (waḥdat al-wuǧūd) aufgerufen und niemals diejenigen, die an die Pluralität der Existenz glauben, Beigeseller genannt. Sie haben vielmehr zur Einheit des angebeteten Gottes (waḥdat al-maʿbūd) aufgerufen und die Anbetung von anderem als Beigesellung bezeichnet. Wenn die wudschūditischen Sufis das, was nicht Gott ist, nicht unter die Kategorie der Andersheit fassen, entkommen sie nicht der Beigesellung. Aber das, was nicht Gott ist, ist nicht Gott, ob sie es anerkennen oder nicht.“

#### Die „Einheit des Erlebens“ als Alternative
Von Ibn Abī l-Hasan al-Bakrī übernahm Sirhindī das Konzept der „Einheit des Erlebens“, das er aber nicht waḥdat aš-šuhūd nennt, sondern at-tauḥīd aš-šuhūdī („erlebnishafte Einheit“) parallel zu dem von ihm verwendeten Begriff at-tauḥīd al-wuǧūdī. Der Unterschied zwischen existentieller und erlebnishafter Einheit besteht nach ihm darin, dass bei ersterer der Beschreiter des mystischen Weges nur den Einen sieht und sonst nichts, während er bei letzterer glaubt, dass das Existente eines ist, alles andere für nicht-existent hält und trotz seiner Nicht-Existenz als Manifestationen (maǧālī) und Phänomene (maẓāhir) dieses Einen betrachtet. Während die „erlebnishafte Einheit“ zu den Notwendigkeiten des mystischen Weges gehöre, weil ohne ihn der Fanā'-Zustand und das „Sehen der Gewissheit“ (ʿain al-yaqīn) nicht erreicht werden könne, treffe dies auf die existentielle Einheit nicht zu; sie sei also nicht notwendig. Die Anhänger der existentiellen Einheit vergleicht Sirhindī mit Menschen, die am Tag auf die Sonne schauen und die Existenz der Sterne leugnen, weil sie sie zu dieser Zeit nicht sehen können. Die Anhänger der erlebnishaften Einheit wüssten jedoch in dieser Situation, dass die Sterne weiter existieren, auch wenn sie sie nicht sehen können. Die Lehre der existentiellen Einheit, die in solcher Weise alles andere als das eine Wesen ableugnet, steht Sirhindīs Meinung nach im Widerspruch mit der Vernunft und dem Religionsgesetz.
Sirhindī weist auch die Auffassung zurück, dass die Einheit der Existenz eine Lehre sei, die vor Ibn ʿArabī schon andere Sufis vertreten hätten wie al-Hallādsch (gest. 922) mit seinem Ausspruch „Ich bin der Wahrhaftige“ (anā al-Ḥaqq) oder Bāyazīd Bistāmī (gest. 875) mit seinem Ausruf „Gepriesen sei Ich. Wie gewaltig ist mein Rang!“ (subḥānī, mā aʿẓama šaʾnī). Diese lassen sich nach ihm vielmehr auf die erlebnishafte Einheit zurückführen. Die Einheit der Existenz betrachtete er hingegen als eine ketzerische Lehre, die sich fundamental von den Lehren der klassischen Sufik unterscheidet. So schreibt er in seinem 272. Brief:

„Der erste, der die Lehre von der existentiellen Einheit (at-tauḥīd al-wuǧūdī) klar ausgesprochen hat, war Scheich Muhyī d-Dīn Ibn ʿArabī. Wenn auch die Ausdrücke der vorangehenden Scheiche die Lehre von der Einheit spüren lassen und von der Einswerdung mit Gott (ittiḥād) zeugen, so können sie doch im Sinne der Lehre von der erlebnishaften Einheit (at-tauḥīd aš-šuhūdī) ausgelegt werden. So sagte einer von ihnen, wenn er nichts anderes außer dem Wirklichen sah: ‚In meinem Gewand ist nichts als Gott (laisa fī ǧubbatī siwā Llāh)‘. Andere von ihnen sagten: ‚Gepriesen sei Ich (subḥānī)‘ und ‚Im Haus ist niemand außer mir‘. All diese Ausdrücke sind Blüten, die vom Zweig der Schau des Einen (ruʾyat al-wāḥid) gepflückt werden. Keiner von ihnen enthält aber einen Hinweis auf die existentielle Einheit. Derjenige, der das Problem der Einheit der Existenz in Kapiteln und Abschnitten ausgearbeitet und ihre Syntax und Grammatik festgelegt hat, war Scheich Muhyī d-Dīn Ibn al-ʿArabī.“

Sirhindī tritt auch dem Eindruck entgegen, dass die Wahdat al-wudschūd eine grundlegende Lehre der Naqschbandīya sei. Wenn gesagt werde, dass die Wahdat al-wudschūd in den Ausdrücken der Scheiche dieses Ordens ausdrücklich erwähnt werde, sei seine Antwort darauf, dass ihnen diese Ausdrücke inmitten von ekstatischen Zuständen (aḥwāl) unterlaufen seien, sie sich jedoch danach von dieser Station (maqām) abgewandt hätten, so wie das bei ihm selbst der Fall gewesen sei. Im Ergebnis, so erklärt Sirhindī, könne man festhalten, dass man für die Erreichung der mystischen Zustände des Fanā' und des Baqāʾ und die Erlangung der kleinen oder großen Gottesfreundschaft die existentielle Einheit nicht brauche, sehr wohl aber für die Realisierung des Fanā' und das Vergessen von allem Nicht-Göttlichen die erlebnishafte Einheit unabdingbar sei.
Nach Ansicht mancher späterer Gelehrter erwies Ahmad Sirhindī dem Islam durch Bekämpfung der wahdat-al-wudschūd-Lehre einen großen Dienst. So schrieb der indische Gelehrte Siddīq ibn Hasan al-Qannaudschī (gest. 1889) über ihn:

„Zu seinen Leistungen gehörte, dass er den Unterschied zwischen der Einheit der Existenz (waḥdat al-wuǧūd) und der Einheit des Erlebens (waḥdat aš-šuhūd) klar machte und darlegte, dass die Einheit der Existenz den Beschreiter des mystischen Weges unterwegs befällt, sich demjenigen aber, der auf eine höhere mystische Station (maqām) steigt, die Wahrheit der Einheit des Erlebens offenbart. Auf diese Weise hat er vielen, die sich mit dem Kostüm der Sufis zu verhüllen pflegten, den Weg zur Häresie (ilḥād) verschlossen.“

### Schiitische Kritiker des Konzepts

#### Muqaddas Ardabīlī
Auf imamitisch-schiitischer Seite wurde die wahdat-al-wudschūd-Lehre von dem irakischen Gelehrten Muqaddas Ardabīlī (gest. 1585) kritisiert. Er behandelte die Anhänger dieser Lehre in seinem Buch Ḥadīqat aš-šīʿa („Garten der Schia“) in einem eigenen Kapitel, das den Glaubenslehren der verschiedenen sufischen Gruppen gewidmet ist. Als erste Gruppe wird hier die Wahdatīya genannt. Hierbei handelt es sich um diejenigen, die die Einheit der Existenz lehren und jede Person und jede Sache für Gott halten. Ardabīlī meint, dass diese Gruppe schlimmer als Nimrod, Schaddād ibn ʿĀd und Pharao sei, weil sie alle Sachen für Gott hielten, sogar solche Sachen, die nach der Scharia als unrein gälten. Eigentlich sei es angemessener, diese Gruppe Kathratīya („Anhänger der Vielheit“) zu nennen, weil sie es in der Vielheit Gottes so weit trieben, dass sie alles Nicht-Göttliche für Gott hielten. Trotzdem sei in ihrem Glauben all dieses eins.

#### Muhammad Tāhir al-Qummī
Ein weiterer imamitischer Gegner der wahdat-al-wudschūd-Lehre war der iranische Gelehrte Muhammad Tāhir al-Qummī (gest. 1689), der in Qom das Amt des Schaich al-Islām ausübte. Er widmete den letzten Teil seiner antiphilosophischen Polemik Ḥikmat al-ʿārifīn der Zurückweisung dieser Lehre. Darin erklärte er die Einheit der Existenz für bedeutungslos, mit der Begründung, dass die Existenz zu den sekundären begrifflichen Dingen (maʿqūlāt) gehöre, die der Verstand aus allem Kontingenten schöpft, das sich in der Außenwelt realisiert. Al-Qummī setzt sich in seinem Traktat zunächst mit Aussagen von Dāwūd al-Qaisarī (gest. 1350), Dschāmi (gest. 1492) und Sadr ad-Dīn Schīrāzī (gest. 1635) auseinander, die er alle drei als Verfechter der wahdat-al-wudschūd-Lehre vorstellt, Hinsichtlich Sadr ad-Dīn Schīrāzī äußert er, dass er nicht den Beweis dafür erbracht habe, dass die Realitäten der kontingenten Dinge Lichtstrahlen (ašiʿʿa wa-aḍwāʾ) der dem Notwendigen zugehörigen Existenz (al-wuǧūd al-wāǧibī) seien, sondern nur dafür, dass die kontingenten Dinge ihre Wirkungen (āṯār wa-maǧʿūlāt) seien, was aber nicht zwingend die von ihm behauptete Einheit der Existenz nach sich ziehe. Schließlich geht al-Qummī zu Muhyī d-Dīn Ibn ʿArabī über, den er wie as-Sirhindī als den eigentlichen Begründer der wahdat-al-wudschūd-Lehre präsentiert. In seiner Polemik gegen ihn spottet er, dass er in Wirklichkeit kein muḥyī d-dīn („Beleber der Religion“), sondern ein mumīt al-dīn („Töter der Religion“) sei, und versucht ihn als Lügner zu diskreditieren:

„Es ist bekannt, dass die wahdat-al-wudschūd-Lehre erst durch den andalusischen Hanbaliten Muhyī d-Dīn Ibn al-ʿArabī und seine Anhänger aufgekommen und bekannt geworden ist, wobei dieser Mann äußerst dumm und verstandesschwach war, wie aus seiner Rede hervorgehen wird. […] Er hat ein Buch verfasst, das verschiedene Arten von Unglauben und Ketzerei enthält, so zum Beispiel, dass er das Siegel der Gottesfreunde (ḫātam al-auliyāʾ) sei, alle Propheten und Gottesfreunde das Wissen von ihm erhalten und seiner Lampe entnommen hätten, dass er der Inhaber des allgemeinen Prophetentums sei und alle Propheten zu ihm gekommen gekommen seien, um ihm zum Rang des Siegels der Gottesfreunde zu gratulieren, und dass er neun Monate nichts gegessen und getrunken habe. […] Zu seinen falschen und lasterhaften Behauptungen gehört auch die Behauptung der Einheit der Existenz. Eine große Gemeinschaft von urteilsunfähigen Schwachköpfen hat ihm bei dem, was er behauptet hat, Glauben geschenkt. Eine Gemeinschaft von gescheiten und einsichtigen Männern hat ihn jedoch zum Lügner erklärt und als Ungläubigen eingestuft.“

Dass al-Qummī Ibn ʿArabī als Hanbaliten betrachtet, hängt damit zusammen, dass er davon ausgeht, dass die Hanbaliten in zwei Gruppen gespalten seien: 1. die Korporeisten (muǧassima), die meinen, dass Gott ein Körper ist, 2. die Sufis, die lehren, dass Gott mit den Sinnen erfasst werden kann, obwohl er kein Körper ist. Letzteres sei die Lehrrichtung von Muhyī d-Dīn Ibn al-ʿArabī. Insgesamt meint al-Qummī, dass die Lehre von der Einheit der Existenz mit all ihren Bedeutungen unsinnig (bāṭil) sei, sich ihre Falschheit notwendigerweise aus der Religion ergebe und eine Ausbreitung von rationalen oder traditionsgestützten Beweisen zu ihrer Widerlegung deswegen nicht notwendig sei.

#### Al-Maqbalī
Ein zaiditischer Gelehrter, der die wahdat-al-wudschūd-Lehre heftig kritisierte, war Sālih ibn Mahdī al-Maqbalī (gest. 1696). Er berichtet in seinem Werk al-ʿAlam aš-šāmiḫ fī īṯār al-ḥaqq ʿalā l-ābāʾ wa-l-mašāyiḫ von einem Streitgespräch, das er über diese Lehre in Medina mit dem kurdischen Gelehrten Muhammad ibn ʿAbd ar-Rasūl al-Barzandschī (gest. 1691) hatte. Al-Barzandschī gab in diesem Gespräch seine Überzeugung kund, dass das Buch, d. h. der Koran, und die Sunna voll von Beweisen für die Einheit der Existenz seien. Al-Maqbalī urteilte dagegen, dass diese Lehre „der größte Irrtum“ (akbar ḍalāla) sei, den es unter den Menschen gebe. Es sei verwunderlich, dass man daran keine Zweifel geäußert habe. Al-Barzandschīs Aussage, dass Koran und Sunna voll von Beweisen für die Einheit der Existenz seien, wies al-Maqbalī als eine Lüge und Verleumdung gegenüber diesen heiligen Texten zurück.

## Die Verteidigung des Konzepts mit Koran und Hadithen

### Die Liste in YamanīsLaṭāyif-i Ašrafī
Um die Wahdat-al-wudschūd-Lehre gegenüber Kritikern zu verteidigen, stellten Verfechter dieser Lehre Listen mit Koranversen und Hadithen zusammen, die ihre Richtigkeit beweisen sollten. Eine erste Liste mit sechs Koranversen und zwei Hadithen findet sich in den Laṭāyif-i Ašrafī von Nizām ad-Dīn Yamanī, in denen dieser die Aussprüche seines Lehrers Aschraf Dschahāngīr Simnānī (gest. 1405) schriftlich fixiert hat. Die sechs Koranverse, die hier aufgelistet und ausführlich hinsichtlich ihrer Beweiskraft kommentiert werden, sind: 1. „Sprich: Er ist Gott, der Eine“ (Sure 112, 1); 2. „Er ist Gott, der Eine, der Bezwinger“ (Sure 39:4), 3. „Dient Gott und gesellt ihm nichts bei“ (Sure 4:36), 4. „Es gibt nicht seinesgleichen. Er ist der Hörende, der Sehende“ (Sure 42:11), 5. „Alles vergeht – nur sein Antlitz nicht“ (Sure 28:88) und 6. „Wohin ihr euch auch wendet, dort ist Gottes Antlitz“ (Sure 2:115).
Zu den von Aschraf Dschahāngīr Simnānī angeführten Hadithen, die belegen sollen, dass die Existenz eine ist, gehört der angebliche Prophetenausspruch „Wer mich gesehen hat, hat den Wahrhaftigen gesehen (man raʾānī fa-qad raʾā l-ḥaqq)“. Dieser wird als ein eindeutiger Beweis der Einheit der Existenz präsentiert. In seiner korrekten Form lautet der Ausspruch allerdings: „Wer mich im Traum gesehen hat, hat den Wahrhaftigen gesehen (man raʾānī fī l-manām fa-qad raʾā l-ḥaqq)“

### Die Liste Fadlallāh al-Burhānpūrīs
Fadlallāh al-Burhānpūrī (gest. 1619) führte in seinem Werk at-Tuḥfa al-mursala ilā n-Nabī eine noch größere Anzahl von Koranworten und Prophetenaussprüchen an, die seiner Meinung nach die Richtigkeit der wahdat-al-wudschūd-Lehre beweisen. Zu den Koranworten gehören:
- Sure 2:115 „Gottes ist der Osten und der Westen: Wohin ihr euch auch wendet, dort ist Gottes Angesicht.“
- Sure 50:16 „Wir (sc. Gott) sind ihm (sc. dem Menschen) näher als seine Halsschlagader“ und Sure 56:85 „und wir sind ihm näher als ihr, aber ihr könnt (es) nicht sehen.“
- Sure 48:10 „Diejenigen, die dir den Treueid leisten, leisten ihn (eigentlich) Gott. Gottes Hand ist über ihrer Hand.“
- Sure 57:3 „Er (sc. Gott) ist der Erste und der Letzte, der Sichtbare und der Verborgene. Und er weiß über alles Bescheid.“
- Sure 51:21 „Und auch in euch selber (sc. sind Zeichen Gottes). Könnt ihr denn nicht sehen?“
- Sure 2:186 „Wenn die meine Knechte nach mir fragen, so bin ich nahe.“
- Sure 8:17 „Nicht du hast geworfen, als du warfst, sondern Gott.“
- Sure 4:126 „Und Gott umfasst alle Dinge.“[122]

Zu den sinngemäß zitierten Prophetenaussprüchen, die al-Burhānpūrī anführt, um die Richtigkeit der wahdat-al-wudschūd-Lehre zu beweisen, gehören:
- der im Sahīh Muslim überlieferte Hadith: „Das wahrste Wort, dass die Araber jemals ausgesprochen haben, ist das Diktum von Labīd: ‚Ist nicht alles außer Gott nichtig?‘“.[124]
- der im Sahīh al-Buchārī überlieferte Hadith: „Wenn sich jemand von euch zum rituellen Gebet erhebt, dann soll er nur Zwiesprache halten mit seinem Herrn, denn sein Herr ist zwischen ihm und der Qibla.“[125]
- der im Sahīh al-Buchārī überlieferte Hadīth qudsī: „Durch supererogatorische Handlungen (nawāfil) nähert sich mein Knecht mir immer weiter an, bis ich ihn liebe. Und wenn ich ihn liebe, bin ich sein Gehör, mit dem er hört, seine Sehkraft, mit der er sieht, seine Hand, mit der er schlägt, und sein Fuß, mit dem er geht.“[126]
- der im Sahīh Muslim überlieferte Hadīth qudsī: „Gott spricht: O Mensch, ich war krank, und du hast mich nicht besucht. Ich hatte Hunger, und du hast mir nicht zu essen gegeben […]“.[127]
- und das Prophetenwort in dem unter anderem von at-Tirmidhī überlieferten Hadith über die Entfernung zwischen den sieben Himmeln und sieben Erden: „Bei dem, in dessen Hand sich Mohammeds Seele befindet: Wenn ihr ein Seil auf die unterste Erde hinablassen würdet, so würde es auf Gott fallen.“[128]

Mit Ausnahme des zweiten Hadith, der auf Anas ibn Mālik zurückgeführt wird, werden alle anderen genannten Hadithe auf Abū Huraira zurückgeführt. ʿAbd al-Ghanī an-Nābulusī, der al-Burhānpūrīs Werk kommentierte, meinte, dass auch das folgende Prophetenwort, das unter anderem von at-Tirmidhī überliefert wird, die Wahdat al-wudschūd klar ausspricht: „Gott – gesegnet und erhaben ist Er – erschuf seine Schöpfung in der Dunkelheit und ließ Sein Licht auf sie fallen. Wen auch immer sein Licht erreicht, wird rechtgeleitet werden, und wen es verfehlt, wird in die Irre gehen.“

## Die Diskussion ab dem 17. Jahrhundert im sunnitischen Islam

### Im Hedschas

#### Ibn ʿAllān al-Bakrī
Der mekkanische Gelehrte Ibn ʿAllān al-Bakrī (gest. 1647) befürwortete zwar selbst die „Einheit des Erlebens“, die er als Methode und Grundlage des Schādhilīya-Ordens beschrieb, versuchte aber gleichzeitig die wahdat-al-wudschūd-Lehre durch eine entschärfende Interpretation von dem Bannstrahl der Ketzerei zu befreien. In seinem Werk al-ʿIqd al-farīd fī taḥqīq at-tauḥīd schreibt er:

„Was die Wahdat al-wudschūd betrifft, so ist damit nicht die bösartige Interpretation gemeint, die oben dargestellt wurde, dass das Wesen (ḏāt) des Schöpfers mit dem Wesen aller existierenden Dinge identisch ist, so dass sich daraus, wie gesagt, ergibt, dass sich das Wesen des Erhabenen mit den niedrigen und gemeinen Dingen und dem Schmutz vermischt und die Entitäten (al-aʿyān) jedem existierenden Ding und Ereignis als Form und Bild vorausgehen. Gemeint ist vielmehr, dass die Existenz, die in Seinem Wesen besteht und in Seiner Existenz und Seinem Wesen existieren muss, mit Ihm identisch ist und nicht in etwas anderem besteht. Die Existenz, die in dem Wesen besteht, ist reine Existenz. Im Notwendig-Existierenden (wāǧib al-wuǧūd) kann es aber nicht zwei Dinge geben: ein Wesen und eine dazu akzidentielle Existenz. Vielmehr ist das Notwendig-Existierende reines Wesen und besteht in Seinem Wesen. Darüber sind sich die Mutakallimūn und die Sufis einig. Und die Sufis lehren, dass das Notwendig-Existierende mit der Existenz identisch ist.“

#### Ahmad al-Quschaschī
Nachdem im späten 16. und frühen 17. Jahrhundert die Gegner der wahdat-al-wudschūd-Lehre das intellektuell Klima im Hedschas beherrscht hatten, feierte diese Lehre mit dem medinischen Gelehrten Ahmad al-Quschaschī (gest. 1661) ein Comeback. Al-Muhibbī bezeichnete ihn in seinem biographischen Lexikon der Persönlichkeiten des 11. islamischen Jahrhunderts als den Imam derjenigen, die die Einheit der Existenz lehren (imām al-qāʾilīn bi-waḥdat al-wuǧūd). ِAl-Quschaschī verfasste eine Abhandlung mit dem Titel Kalimat al-ǧūd bi-l-baiyina wa-š-šuhūd ʿalā l-qaul bi-waḥdat al-wuǧūd („Die großzügig mit Beweisen Zeugnissen ausgestattete Abhandlung über die Lehre von der Einheit der Existenz“), die bisher nur handschriftlich vorliegt. Darin führte er aus, dass mit Wahdat al-wudschūd gemeint sei, dass es keinen Partner für Gott in Seiner Existenz gebe; die kontingenten Dinge bestünden ausschließlich in Seinen Wissensobjekten, Seinen Handlungen und Seinen Geschöpfen. Außerdem zitierte er in der Abhandlung den osmanischen Scheichülislam Kemal-Paşa-zâde (gest. 1534) mit der Aussage, dass es dem Herrscher obliege, die Menschen zur Lehre von der Einheit der Existenz zu bekehren (yaǧib ʿalā walī al-amr an yaḥmil an-nās ʿalā l-qaul bi-waḥdat al-wuǧūd). Diese will al-Quschaschī in einem Autograph von Kemal-Paşa-zâde gesehen haben. Zwar gibt es von Kemal-Paşa-zâde eine Fatwa zum Schutz der Lehre Ibn ʿArabīs, doch wird die Wahdat al-wudschūd darin nicht erwähnt.
Ahmad al-Quschaschī formulierte mit der Doktrin der „Einheit der Attribute“ (waḥdat aṣ-ṣifāt) allerdings auch eine eigene theologische Lehre. Sein Schüler Ibrāhīm al-Kūrānī (siehe unten) bezeichnete diese Lehre als „die Schwester“ der wahdat-al-wudschūd-Lehre und war der Meinung, dass die Bemühungen al-Quschaschī um die Grundlegung dieser denen Ibn ʿArabīs bezüglich der Wahdat al-wudschūd glichen.

#### Ibrāhīm al-Kūrānī
Ein weiterer wichtiger Verfechter der wahdat-al-wudschūd-Lehre im Hedschas war al-Quschaschīs Schüler Ibrāhīm al-Kūrānī (gest. 1690). Al-Kūrānī widmete der Wahdat al-wudschūd mehrere Werke. Das wichtigste davon war sein Kommentar Itḥāf aḏ-ḏakī zu dem Werk at-Tuḥfa al-mursala ilā n-Nabī von Fadlallāh al-Burhānpūrī (siehe oben). Al-Kūrānī verfasste diesen Kommentar auf Wunsch auf Wunsch von Studenten aus Südostasien (Bilād Ǧāwā), die sich in Medina aufhielten. Al-Burhānpūrī hatte sein Werk mit der Aussage begonnen, dass Gott die Existenz sei. Al-Kūrānī nahm diese Aussage zum Ausgangspunkt von Ermahnungen, die er in sieben Abschnitte gliederte. Im fünften Abschnitt ermahnt er den Leser: „Die erste Pflicht, die denjenigen trifft, der nach dieser edlen Wissenschaft (sc. ʿilm al-ḥaqāʾiq = Metaphysik) strebt, ist, dass er sich völlig im Klaren darüber ist, dass zwischen dem Bekenntnis zur Einheit der Existenz (tauḥīd al-wuǧūd) auf der einen Seite und der Scharia und der Auferlegung von Gebot und Verbot kein Widerspruch besteht.“ Die Einheit der Existenz, die nach sich ziehe, dass diejenigen, die bei der Auferlegung von Pflichten angesprochen sind, Individuationen (taʿaiyunāt) der absoluten Existenz und Manifestationen der Namen des wahrhaftigen Gottes sind, führe nämlich nicht dazu, dass diese nicht mehr mit Pflichten belastet seien, weil Gott es sei, der sie hervorgebracht habe, und sie in seiner Hand wie Gefangene seien. Die Annahme, dass sich Einheit und Existenz und göttliche Auferlegung von Pflichten widersprächen, rührt nach al-Kūrānī daher, dass die betreffenden Personen den Kasb, der auf der Einheit der Existenz beruhe, nicht richtig verstanden hätten.
Im siebten Abschnitt ermahnt al-Kūrānī den Leser, sich bewusst zu machen, dass das Bekenntnis zur Einheit der Existenz weder zum Ausspruch des Meisters der Sufis al-Dschunaid: „Tauhīd ist die Absonderung des Präexistenten vom Hervorgebrachten“ (at-tauḥīd ifrād al-qadīm min al-muḥdaṯ) im Widerspruch stehe noch zur Lehre der Sunniten, dass der Tauhīd die Ablehnung von Verähnlichung (tašbīh) Gottes mit der Schöpfung auf der einen und der völligen Entleerung (taʿṭīl) Gottes auf der anderen Seite ist. Was den Ausspruch von al-Dschunaid betrifft, so meint al-Kūrānī, dass die Lehre von der Einheit der Existenz deswegen nicht im Widerspruch zu ihm steht, weil ihre Verfechter klar ausgesprochen haben, dass sich die universellen Wahrheiten (al-ḥaqāʾiq al-kullīya) auf drei Arten beschränken:
1. ein Teil von ihnen ist auf den Wahrhaftigen (al-Ḥaqq) bezogen und ihm zugehörig. Dazu gehören die Göttlichkeit (ulūhīya), die alles umfassende wesensmäßige Barmherzigkeit (ar-raḥma aḏ-ḏātīya), die im Hinblick auf die Überfülle (al-faiyāḍīya) die Existenz ist, die Notwendigkeit (wuǧūb), die Beständigkeit (al-qaiyūmīya), die das Bestehen in sich selbst ist, das Aufrichten von anderem, die Selbstgenügsamkeit (al-ġinā aḏ-ḏātī) und ähnliches.
2. der zweite Teil ist auf die Welt (kaun) bezogen und ihr zugehörig. Dazu gehören die Bedürftigkeit (al-faqr), die wesensmäßige Nichtsheit (al-ʿadmīya aḏ-ḏātīya), die Niedrigheit (ḏilla), die Kontingenz (imkān) und die Vielheit.
3. der dritte Teil ist das, was unmittelbar auf den Wahrhaftigen bezogen ist und mittelbar durch die Hinzufügung der Existenz auf die Welt bezogen ist. Hierzu gehören beispielsweise das Wissen, der Wille, die Macht und ähnliches, die sich auf Gott beziehen können, dann sind sie präexistent (qadīm), oder auf die Welt, dann sind sie sekundär eintretend (ḥādiṯ).

Solange dies so sei, sei die vom Wesen her eine anfangsewige Existenz bei ihnen von dem Hervorgebrachten abgesondert, so wie es auch al-Dschunaid gelehrt habe, auch wenn sie klar aussprächen, dass die hervorgebrachten Dinge Individuationen und Relationen der absoluten anfangsewigen vom Wesen her notwendigen Existenz sind sowie Manifestationen der Namen und Attribute. Was den zweiten Punkt betreffe, nämlich die Vereinbarkeit des Bekenntnisses zur Einheit der Existenz mit der sunnitischen Ablehnung von Verähnlichung und Entleerung Gottes, so sei bekannt, dass „die Wahrheitsfinder von den Leuten der klaren Enthüllung und des richtigen Schmeckens“ (al-muḥaqqiqūn min ahl al-kašf aṣ-ṣarīḥ wa-ḏ-ḏauq aṣ-ṣaḥīḥ), die die Einheit der Existenz lehrten, dem Glauben anhingen, der das Freisprechen (tanzīh) Gottes von allen Eigenschaften des Geschaffenen mit der Bestätigung der verähnlichenden Attribute in geziemender Weise verbindet, dies aufgrund von Enthüllung und Erleben, bestätigt von Koran und Sunna. Denn, so erklärt al-Kūrānī, sie sprechen deutlich aus, dass Gott an keine Befindlichkeiten (akwān) gebunden ist, auch wenn er sich in den Manifestationen der Namen offenbart.
Ibrāhīm al-Kūrānī kommt noch an einer anderen Stelle auf die Wahdat al-wudschūd zu sprechen, nämlich an der Stelle, an der der Verfasser erklärt, dass die mit Gott identische Existenz eine sei, die Arten ihrer Bekleidung (albās) jedoch unterschiedlich und vielfältig. Diese Vielfältigkeit erklärt al-Kūrānī mit der Vielfältigkeit der Beschaffenheiten (šuʾūn), Namen, Realitäten und feststehenden Entitäten, wobei er noch einmal bekräftigt, dass diese Verschiedenheit und Vielfalt nicht die Einheit der Existenz (waḥdat al-wuǧūd) beeinträchtige, weil sie zu den Erfordernissen ihrer wesensmäßigen Absolutheit gehöre.
In zwei weiteren Schriften antwortete al-Kūrānī auf Fragen südostasiatischer Muslime, die die Wahdat al-wudschūd offenbar in pantheistischem Sinne interpretierten. Dies waren:
- Die nur zwei Folios umfassende Schrift Mirqāt aṣ-ṣuʿūd ilā ṣiḥḥat al-qaul bi-waḥdat al-wuǧūd. In dieser Abhandlung wies al-Kūrānī eine extreme Vorstellung zurück, die von einigen südostasiatischen Sufis vertreten wurde, die behaupteten, dass Mohammed göttliche Aspekte besessen habe und dies die wahre Bedeutung der Wahdat al-wudschūd sei. Dem stellt er die seiner Meinung nach richtige Bedeutung dieser Lehre gegenüber. Ihr zufolge ist Gott absolute Existenz im wahren Sinne der Absolutheit - nämlich das, was durch nichts im Kosmos eingeschränkt wird - und manifestiert sich in geschaffenen Formen, ohne durch diese Formen eingeschränkt zu werden. Al-Kūrānī antwortet auf diese Vorstellung, dass die Lehre der Wahdat al-wudschūd vom Religionsgesetz her (šarʿan) korrekt sei, weil sie mit dem Koran und der Sunna übereinstimme.[145]
- Die zweite Schrift war al-Kūrānīs Abhandlung al-Maslak al-ǧalī fī ḥukm šaṭḥ al-walī. In diesem Traktat erwähnt al-Kūrānī, dass er im Jahre 1084 der Hidschra (= 1673/74 n. Chr.) ein Schreiben aus Südostasien erhielt, in dem davon berichtet wurde, dass einige Menschen dort sagten: „Gott sind wir selbst und unsere Existenz, und wir sind Er selbst und Seine Existenz“ (inna Llāha taʿālā nafsunā wa-wuǧūdunā, wa-naḥnu nafsuhū wa-wuǧūduhū). In dem Schreiben wurde die Frage gestellt, ob man diesen Ausspruch im übertragenen Sinne deuten könne oder ob er offenen Unglauben darstelle.[146] In seiner Antwort erklärt al-Kūrānī, dass Gott, die absolute Existenz, sich von der menschlichen und von der kontingenten Existenz im Allgemeinen unterscheide.

### Syrien: ʿAbd al-Ghanī an-Nābulusī
Obwohl sich Ahmad Sirhindī Anfang des 17. Jahrhunderts gegen die Wahdat al-Wudschūd ausgesprochen hatte, kehrten auch einige der prominentesten Naqschbandī-Sufis im Osmanischen Reich im 18. Jahrhundert zu dieser Lehre zurück, zum Beispiel ʿAbd al-Ghanī an-Nābulusī (gest. 1731) in Damaskus. Er verfasste dazu zwei Abhandlungen: Īḍāḥ al-maqṣūd min waḥdat al-wuǧūd („Erklärung dessen, was mit der Einheit der Existenz gemeint ist“) und al-Wuǧūd al-ḥaqq („Die Existenz, der Wahrhaftige“).

#### Īḍāḥ al-maqṣūd min waḥdat al-wuǧūd
Den Traktat Īḍāḥ al-maqṣūd min waḥdat al-wuǧūd verfasste an-Nābulusī im Jahre 1680. Wie er später in al-Wuǧūd al-ḥaqq schreibt, schöpfte er dabei aus dem Wissen Abū Bakrs, dessen Wissen sich nach ihm auf „die Geheimnisse der Einheit der Existenz“ (asrār waḥdat al-wuǧūd) bezieht. Die eigentliche Intention des Traktats wird direkt am Anfang deutlich, wo der Autor im Anschluss an die Hamdala Gott als denjenigen beschreibt, der charakterisiert ist durch die Einheit der Existenz, so wie sie die Leute der Beobachtung (muʿāyana) und des Erlebens (šuhūd) definieren, nicht entsprechend der falschen Bedeutung bei den Leuten der Häresie (ilḥād) und Ketzerei (zandaqa). Der Traktat richtet also gegen seiner Meinung nach falsche Interpretationen der Wahdat al-Wudschūd und zielte darauf, die wahre Bedeutung dieses Begriffs zu bestimmen. Die falschen Interpretationen waren seiner Meinung nach auch der Grund dafür, dass diese Lehre von geistig beschränkten und engstirnigen Menschen zurückgewiesen worden war. In Wirklichkeit, so beteuert an-Nābulusī, stimme diese Lehre jedoch mit der Lehre der Sunniten überein.
In seinem Traktat stellt an-Nābulusī die Vertreter der Wahdat al-Wudschūd in mehrfacher Hinsicht kontrastiv den andern Muslimen gegenüber: Während ihre Wissenschaften auf Enthüllung (kašf) und Anschauung (ʿiyān) beruhten, bezögen die anderen ihre Wissenschaften aus gedanklichen Erwägungen oder Vernunfterkenntnissen; während der Anfang ihres Weges Gottesfurcht und frommes Werk seien, sei der Anfang des Weges der anderen das Studium der Bücher; während sie am Ende ihrer Wissenschaften zum Erleben des beständig Lebendigen (al-ḥaiy al-qaiyūm = Gott) gelangten, erlangten die anderen am Ende ihrer Wissenschaften Ämter und Posten. Da nur die Wahdat al-Wudschūd in ihrer richtigen Bedeutung die echte Glaubenslehre sei, obliege es einem jeden Mukallaf, nach ihr zu suchen und mit ihr in vollkommener Weise ernst zu machen. Die richtige Wahdat al-Wudschūd stehe auch nicht im Widerspruch zur Lehre der Imame des Islams.
Die Kontroverse über die Wahdat-al-Wudschūd-Lehre, so an-Nābulusī, sei letztendlich auf die unterschiedliche Interpretation des Wortes „Existenz“ (wuǧūd) zurückzuführen. Wer dieses Wort nämlich genau als Wesen der Existenz (ʿain ḏāt al-wuǧūd) interpretiere, weise die Wahdat al-Wudschūd zurück, weil er eine neu eingetretene Existenz (wuǧūd ḥādiṯ) behaupte, die mit dem Wesen des Existierenden zusammenfalle. Seine Zurückweisung der Wahdat-al-Wudschūd-Lehre sei aber ein Fehler, da diese neu eingetretene Existenz, von der er behaupte, dass sie eine zweite Existenz neben der Existenz Gottes sei, seiner Meinung nach dennoch in der Existenz Gottes bestehe (qāʾim bi-wuǧūd Allāh), so dass auch bei ihm letztlich alle Existenz auf die Existenz Gottes zurückgehe. Wer dagegen die Existenz als das interpretiere, durch das jedes geschaffene Wesen existiere, akzeptiere die Wahdat-al-Wudschūd-Lehre und halte sie für wahr, was der richtige Standpunkt sei, auf den letztlich alle Lehrmeinungen hinausliefen.
Die unterschiedlichen Verständnisse der Existenz erklärt an-Nābulusī mit einem Gleichnis: Wenn man Vitriol oder Zinnober in Wasser löse, so dass es sich verfärbe, dann habe das Wasser eine wirkliche Existenz und das Vitriol bzw. Zinnober eine nur angenommene virtuelle Existenz (wuǧūd mafrūḍ muqaddar). Man könne also annehmen, dass es sich um unterschiedliche Existenzen handele. Die Verfechter der Wahdat al-Wudschūd meinten jedoch mit „Existenz“ nur das, wodurch das Existente existent wird, nicht die angenommene virtuelle Existenz. Aber letztendlich müssten auch die Gelehrten der Äußerlichkeiten (rusūm) und des Kalām, die die angenommene virtuelle Existenz als eine eigene Existenz betrachten, die Wahrheit der Wahdat al-Wudschūd eingestehen, da die angenommene virtuelle Existenz nur durch die Existenz Gottes existiere. Sie bedürfe nämlich einer ersten Existenz. Alle lehrten somit freiwillig oder zwangsläufig die Einheit der Existenz.
Was die unwissenden Verfechter der Wahdat al-Wudschūd anlange, die behaupteten, dass ihre angenommene virtuelle Existenz die Existenz Gottes sei, und auch ihre Attribute die Attribute Gottes, um auf diese Weise die Scharia-Regeln zu Fall zu bringen, die muhammadanische Gemeinschaft aufzulösen und die Verpflichtung loszuwerden, so sei es berechtigt, sie wegen ihrer falschen Lehre zu verunglimpfen, und die Gelehrten des Äußeren (ʿulamāʾ aẓ-ẓāhir) würden für diese Verunglimpfung auch von Gott belohnt. Wenn diese Gelehrten jedoch von der Verunglimpfung dieses vulgären Pöbels, der von der Religion abweicht wie ein Pfeil von seiner Flugbahn, zur Verunglimpfung der herrschaftlichen Imame von den Wahrheitserkennern übergingen, in dem Glauben, dass letztere die Wahdat al-Wudschūd in einem ähnlichen Sinne lehrten, so sei dies in der Religion verwerflich und für diejenigen, die an Gott und den Jüngsten Tag glauben, inakzeptabel.

#### al-Wuǧūd al-ḥaqq
In seiner Abhandlung al-Wuǧūd al-ḥaqq, die er 1693 fertigstellte, betonte an-Nābulusī den Unterschied zwischen der Einheit der Existenz und der Vielheit des Existenten (kaṯrat al-mauǧūd). So schrieb er darin:

„Auch wenn du uns von der Wahdat al-Wudschūd sprechen hörst, glaube nicht, dass wir uns darüber entsprechend dem Glauben der Leute der Unwissenheit, der Halsstarrigkeit, des Irrtums und der Undankbarkeit äußern. Vielmehr treffen wir eine Unterscheidung zwischen Einheit der Existenz und der Vielheit des Existierenden.“

Zum Unterschied zwischen der Existenz und den existierenden Dingen erklärt an-Nābulusī, dass erstere der Ursprung (aṣl) ist, während letztere auf sie nachfolgen, aus ihr hervorgehen und in ihr bestehen. Die Bedeutung von „existierend“ (mauǧūd) sei eine Sache, die Existenz hat, nicht die Existenz selbst. Das, wovon die Rede sei, sei die Einheit der Existenz, nicht die Einheit des Existierenden. Das Existierende sei nicht eins, sondern es bestehe in ihm Vielheit, so wie es der Koranvers 7:86 sage: „Und gedenket (der Zeiten) als ihr wenige waret und er euch zu vielen machte!“

### Schāh Walīyallāh ad-Dihlawī
Auch der indische Gelehrte Schāh Walīyallāh (gest. 1762) befasste sich intensiv mit der Wahdat-al-wudschūd-Lehre. Er meinte, dass sich die Wahdat al-wudschūd „nach dem Geschmack des Philosophen“ (ʿalā ḏauq al-ḥakīm) von der Wahdat al-wudschūd nach der Meinung anderer unterscheide. Sadr ad-Dīn al-Qūnawīs Aussage dazu besagt nach ihm, „dass die Existenz umfassend und allen Wesen gemeinsam ist, eine Imagination (tamaṯṯul) der notwendigkeitlichen Realität (al-ḥaqīqa al-wuǧūbīya) ist und von ihr ausgeht“.
In seinem Werk at-Tafhīmāt al-ilāhīya erklärte Schāh Walīyallāh, dass die Realisierung des Glaubens an die existenzielle Einheit (taḥqīq tauḥīd al-wuǧūdī) daraus bestehe, „dass es im Äußeren und in dem Ding an sich nur eine Realität gibt, nämlich die Existenz, und das im Sinne der Selbst-Realisierung (taḥaqquq) und Bestätigung (taqarrur), nicht im ursprünglichen Sinn (lā bi-l-maʿnā al-maṣdarī).“ Die übrigen existierenden Dinge, so erklärt Schāh Walīyallāh, erhöben sich und erschienen in ihr, so wie sich die Formen der Wellen im Meer erheben oder die Akzidentien in ihren Substraten erscheinen. Der Kern ihres Wesens als existierende Dinge sei, dass sie einen Anschluss an die Realität der Existenz haben. Die Realitäten seien nämlich alle bei den einheitsbekennenden Sufis (aṣ-ṣūfīya al-muwaḥḥida) Akzidentien der Existenz. Allerdings seien diese Realitäten, die in der Existenz erscheinen, keine eigenständigen Dinge, sondern Beschaffenheiten und Aspekte der Realität (šuʾūn al-wuǧūd wa-ʿtibārātuh) in dem Sinne, dass die Existenz, wenn sie sich selbst offenbare, zahlreiche Empfänglichkeiten zeige, so dass sie sich das eine Mal in diesen Formen verkörpere und das andere mal in jenen und dann jeweils entweder Mensch oder Pferd genannt werde.
In einem Brief an den in Medina ansässigen osmanischen Gelehrten Afandī Ismāʿīl ibn ʿAbdallāh äußerte sich Schāh Walīyallāh zum Unterschied zwischen Wahdat al-wudschūd und Wahdat asch-schuhūd. Der osmanische Gelehrte hatte ihn um einen Vergleich (taṭbīq) zwischen den beiden Konzepten gebeten. Schāh Walīyallāh erklärte in seiner Antwort, die beiden Ausdrücke würden in zwei unterschiedlichen Zusammenhängen verwendet:
1. Zum einen würden sie im Zusammenhang mit der mystischen Reise zu Gott (as-sair ilā Llāh) verwendet. So sage man, dass ein bestimmter sālik, also Beschreiter des mystischen Weges, auf der Wegstation (maqām) der Wahdat al-wudschūd stehe, während ein anderer die Station der Wahdat asch-schuhūd erreicht habe. Wahdat al-wudschūd bedeute hier das Eintauchen in die Erkenntnis der verbindenden Wahrheit (maʿrifat al-ḥaqīqa al-ǧāmiʿa), in der sich die Welt individualisiere, in der Weise, dass ihm alle Urteile der Unterscheidung und Trennung (aḥkām at-tafriqa wa-t-tamāyuz), auf die die Erkenntnis von Gut und Böse gegründet sei und über das Religionsgesetz (šarʿ) und der Intellekt (ʿaql) klare Aussagen machten, abhanden kämen. Manche Wanderer verblieben auf dieser Station, bis Gott sie davon erlöse. Die Bedeutung von Wahdat asch-schuhūd sei dagegen die Verbindung der Urteile von Verbindung und Trennung (al-ǧamʿ wa-t-tafriqa). Der Beschreiter des mystischen Weges wisse dann, dass die Dinge von einem Aspekt her Eins (wāḥida) und von einem anderen her Viele (kaṯīra) seien. Diese letztere Wegstation sei vollkommener und höher als die erste.
2. Zum anderen verwende man die Ausdrücke aber auch, um unterschiedliche Sichtweisen bei der Erkenntnis der Realitäten der Dinge (maʿrifat ḥaqāʾiq al-ašyāʾ) und der Art der Verbindung des in der Zeit Entstandenen (al-ḥādiṯ) zum Präexistenten (al-qadīm) zu kennzeichnen. Nach einer Gruppe nämlich bestehe die Welt aus Akzidentien, die in einer einzigen Wahrheit zusammengefügt sind (aʿrāḍ muǧtamiʿa fī ḥaqīqa wāḥida), so wie Wachs nacheinander die Form eines Menschen, eines Pferds und eines Esels annehmen kann, während die Natur des Wachs in all diesen dieselbe bleibe. Zwar werde der Wachs nach den Formen benannt, die er angenommen habe, doch seien diese Formen in Wirklichkeit immer noch Darstellungen (tamāṯīl), die nur durch den Wachs Existenz besäßen. Eine andere Schule betrachte die Welt dagegen als Reflexionen der göttlichen Namen und Attribute (ʿukūs al-asmāʾ wa-ṣ-ṣifāt), die sich in den Spiegeln der ihnen gegenüberstehenden Nicht-Existenzen (al-aʿdām al-mutaqābila) spiegelten. Wenn sich zum Beispiel das Licht der göttlichen Macht (qudra) im Spiegel ihrer Nicht-Existenz, nämlich der Machtlosigkeit (ʿaǧz), spiegele, werde es zur kontingenten Macht (qudra mumkina). Das Gleiche gelte analog für andere Attribute und auch die Existenz selbst. Die Lehrrichtung der ersten Gruppe werde Wahdat al-wudschūd genannt und die der zweiten Wahdat asch-schuhūd.[164]

Im Unterschied zu Ahmad as-Sirhindī, der zwischen Wahdat al-wudschūd als einer metaphysischen Lehre und Wahdat asch-schuhūd als mystischer Erfahrung unterschieden hatte, meinte also Schāh Walīyallāh, dass beide Konzepte eine mystische und eine metaphysische Qualität haben.
Ausgangspunkt für Schāh Walīyallāhs Beschäftigung mit dem Thema war ein Traum, den er im Jahr 1731 während seines Aufenthalt im Hedschas hatte und in seinem Werk Fuyūḍ al-Ḥaramain beschreibt. Er sah darin eine Menschenmenge. Eine Hälfte davon erging sich in Dhikr und Yād-Dāscht („Konzentration auf Gott“). Auf ihren Herzen erschienen Lichter und auf ihren Gesichtern Frische und Schönheit, und sie glaubten nicht an die Wahdat al-wudschūd. Die andere Hälfte glaubte an die Wahdat al-wudschūd und war mit Kontemplation über die göttlichen Durchdringung der Existenz (sarayān al-wuǧūd) beschäftigt. Auf ihren Herzen zeigten sich Beschämung und Verzagtheit in Anbetracht Gottes, der mit der Steuerung der Welt im Allgemeinen und der Seelen im Speziellen beschäftigt ist. Ihre Gesichter sahen ausgetrocknet aus. Die beiden Gruppen stritten sich und jede behauptete, ihr Weg (ṭarīqa) sei besser als der der anderen. Als sie ihren Streit nicht lösen konnten, wandten sie sich an Schāh Walī Allah, um sein Urteil einzuholen. In einer langen Rede konstatierte er, dass die Wahdat al-wudschūd eine wahre Lehre sei, aber diejenigen, die daran glaubten, sich so sehr in Gedanken über die Immanenz Gottes in der Welt ergingen, dass ihnen die Verehrung Gottes, die Gottesliebe und die Transzendenz Gottes verlorengingen.

### Ismāʿīl al-Gelenbewī
Mit der Begründung, dass die Lehre von der Wahdat al-Wudschūd unter den prominenten Gelehrten bekannt geworden sei und zu den gefährlichen Stellen, auf denen die Füße ausglitten (mazāliq al-aqdām), gehöre verfasste auch der in Istanbul wirkende osmanische Theologe und Mathematiker Ismāʿīl ibn Mustafā al-Gelenbewī (gest. 1791) eine eigene Abhandlung zu diesem Thema. Darin legte er die bereits von Ibn Sabʿīn und al-Qāschānī getroffene Unterscheidung zwischen dem Notwendig-Existenten, also Gott, und dem Kontingent-Existenten, womit alles Nicht-Göttliche gemeint ist, zugrunde. Al-Gelenbewī stellt in seiner Abhandlung zunächst klar, dass er die bei einer Gruppe von Sufis verbreitete Auffassung von der Wahdat al-Wudschūd, wonach der Notwendige, „die Summe der Teile der Welt“ (maǧmūʿ aǧzāʾ al-ʿālam) ist, für offenkundigen Unglauben (kufr ṣarīḥ) hält. Um das, was er als die richtige philosophische Lehre von der Wahdat al-Wudschūd betrachtete, zu erklären, entwirft er das folgende Gleichnis:

„Wenn wir viele Fäden am Kopf eines Pfahls von allen seinen Seiten aufspannen, so dass sie ihn vollständig bedecken und dann die Stange auf den Boden stellen, sehen die Fäden alle so aufgestellt aus wie die Stange. In Wirklichkeit ist aber das Aufgerichtete nur die Stange, während die Aufrichtungen der Fäden nur eingebildet und vorgestellt sind. Sie sind nämlich nur durch die Aufrichtung der Stange aufgerichtet, nicht durch eigene Aufrichtungen. Die wahre Aufrichtung ist nur eine, das Aufgerichtete aber vieles, weil sie (sc. die Aufrichtung) sich auf sie (sc. die Fäden) erstreckt und in ihnen erscheint. Solange jeder Faden an der Stange hängt, erscheint in ihm die Aufrichtung. Und sobald diese Aufhängung unterbrochen wird, verschwindet die eingebildete Aufrichtung und besteht nicht mehr fort. Wenn du an die Stelle der Aufrichtung der Stange die wahre Existenz setzt, an die Stelle der aufgerichteten Fäden die eingebildeten und vorgestellten Existenzen der kontingenten Dinge und an die Stelle jener Fäden die Formen (hayākil) und feststehenden Wesenheiten, die die Manifestationen sind, dann hast du dir ein Bild von der Lehre der Wahdat al-Wudschūd gemacht, wie sie die wahren Gelehrten vertreten, ohne dass etwas hinzuzufügen wäre.“

Al-Gelenbewī wollte mit diesem Gleichnis deutlich machen, dass die kontingenten Dinge keine eigene Existenz neben der notwendigen Existenz besitzen, sondern allein durch die Existenz des Notwendigen, d. h. Gottes, existent sind. Die offenkundige Existenz bei jedem Kontingent-Existenten sei die Existenz des Notwendigen, keine andere unabhängige Existenz. Vielmehr sei die andere unabhängige Existenz so eingebildet und Produkt der Phantasie wie die Aufrichtungen bei den Fäden oder wie Spiegelbilder. Gegenpart derjenigen, die die Einheit der Existenz lehren, sind nach al-Gelenbewī diejenigen, die die Vielheit der Existenz (kaṯrat al-wuǧūd) lehren. Sie schreiben jedem Kontingent-Existenten eine eigene Existenz zu, die nicht mit der Existenz des notwendigerweise Existenten zusammenhängt.
Aus dem, was die Vertreter der Wahdat al-Wudschūd lehren, ergibt sich nach al-Gelenbewī zwangsläufig, dass alle Wirkungen und Handlungen, die scheinbar von dem Nicht-Notwendigen ausgehen, in Wirklichkeit von Gott ausgehen. Was aber die Vernünftigen in Verwirrung gestürzt habe, sei die Tatsache, dass zur Gesamtheit dieser Wirkungen und Handlungen auch das gehöre, was nach der Scharia und Vernunft schimpflich (qabīḥ) sei. Viele Gelehrte hätten deswegen Muhyī d-Dīn Ibn ʿArabī, Sadr ad-Dīn al-Qūnawī und andere große „Vertreter der Einheit“ (ahl al-waḥda) des Unglaubens bezichtigt. Es gebe aber keinen Grund, sie für ungläubig zu erklären, weil es auch nach der sunnitischen Lehre einen Zwang bei den Handlungen der Menschen gebe und das scheinbar Schimpfliche nicht durch die willentliche Wahl (iḫtiyār) des Menschen erfolge, sondern von aller Ewigkeit her vorbestimmt (azalī) sei.

### ʿAbd al-Halīm Mahmūd
Im späten 20. Jahrhundert äußerte sich der ägyptische Sufi-Gelehrte ʿAbd al-Halīm Mahmūd (gest. 1978), der dem Schadhiliyya-Orden angehörte und von 1973 bis 1978 das Amt des Scheich der Azhar bekleidete, zu der Frage. Er beginnt seine Ausführungen dazu mit der Bemerkung, dass die Wahdat al-wudschūd zu den Themen gehöre, die die Feinde der Sufik benutzt hätten, um die gläubigen Massen gegen sie aufzuhetzen. Er wolle der Diskussion über diese Sache jedoch die Schärfe nehmen, indem er darauf hinweise, dass es hier um die Einheit der Existenz gehe, nicht um die Einheit des Existenten (waḥdat al-mauǧūd), denn das Existente sei äußerst vielfältig, befinde sich im Himmel und auf der Erde, in den Bergen und auf dem Meer und sei auch von der Farbe, dem Geruch und Geschmack sowie hinsichtlich Leichtigkeit und Schwere unterschiedlich.
Niemand von den wahren Sufis – auch nicht Ibn ʿArabī oder al-Hallādsch – habe die Einheit des Existenten gelehrt. Dass man den Sufis diese Lehre zuschreibe, liege nur daran, dass es eine Gruppe von Philosophen gegeben habe, die tatsächlich Gott mit der Schöpfung gleichsetze. Zu diesen Philosophen gehöre zum Beispiel Heraklit. Er habe Gott mit Tag und Nacht, Sommer und Winter, Fülle und Knappheit usw. gleichgesetzt. Anhänger dieser Idee gebe es in jeder Zeit. Als nun die Sufis die Einheit der Existenz lehrten, hätten ihre Gegner diese im Sinne der philosophischen Idee der Einheit des Existenten interpretiert, obwohl zwischen beiden ein großer Unterschied bestehe. Wesentlich zur Entstehung dieses Missverständnisses habe beigetragen, dass Abū l-Hasan al-Aschʿarī in seiner Kalām-Philosophie das Existente mit der Existenz identifiziert habe. Unter dem Einfluss seiner Lehrmeinung hätten die Gegner der Sufis deren Lehre von der einen Existenz, ohne deren eigenes Verständnis davon zu berücksichtigen, als Lehre von dem einen Existenten interpretiert. An der einen Existenz, die die Existenz Gottes ist, bestehe jedoch kein Zweifel.

## Wahdat al-wudschūd und mystisches Erleben

### Die Notwendigkeit des Erlebens der Wahdat al-wudschūd
Einige Sufis waren der Auffassung, dass es nicht ausreiche, die Wahdat al-Wudschūd theoretisch zu erkennen, sondern dass man sie auch erleben müsse. Der aleppinische Sufi Qāsim al-Chānī (gest. 1697) zum Beispiel kritisierte in seinem Werk as-Sair wa-s-sulūk ilā malik al-mulūk („Das Beschreiten des Weges zum König der Könige“), einer Anleitung zur Beschreitung des mystischen Weges zu Gott, die philosophisch orientierten Vertreter dieser Lehre mit den Worten:

„Sie glauben, dass jeder, der die Einheit der Existenz erkennt, ein Monotheist (muwaḥḥid) ist, ja einer, der sein Ziel erreicht hat und auf der höchsten Stufe der Vollkommenheit steht. Dem ist aber nicht so, weil das Erkennen der Einheit der Existenz der betreffenden Person keinen verlässlichen Nutzen bringt. Vielmehr kann es passieren, dass er dadurch der Ketzerei verfällt und zum Gefangenen der Natur (saǧīn aṭ-ṭabīʿa) herabsinkt. Ich meine damit die erste Station (sc. von den sieben Stationen des mystischen Weges), auf der die Nafs al-ammāra („die zum Übel antreibende“) genannt wird. Vielmehr ist das, was dem Beschreiter des mystischen Weges nützt, nicht das Erkennen, sondern das Erleben der Einheit der Existenz (šuhūd waḥdat al-wuǧūd). Und das Erleben ist ein unwillkürlicher Zustand (ḥāla iḍṭirārīya), der sich durch inneren Kampf, das Aushalten von Leid und mühsame asketische Übung einstellt, durch Erniedrigung, Mangel und Armut. Und dieser Zustand nützt dem Beschreiter des mystischen Weges nur dann, wenn gleichzeitig mit ihm die Scharia befolgt wird. Wenn dies nämlich nicht der Fall ist, ist er gefährliche Ketzerei (zandaqa muhlika).“

Auch ʿAbd al-Ghanī an-Nābulusī (gest. 1731) macht in einem Gedicht deutlich, dass er die Wahdat al-Wudschūd nicht als eine ontologische, sondern erlebnismäßige Einheit im Sinne as-Sirhindīs verstand. Dort schreibt er:
كن عارفا بوحدة الوجود

وقاطعا بكثرة الموجود

[…]

واحذر من التباس ما تجلى

بغيره في حالة الشهود

فوحدة الوجود في إصطلاحنا

كناية عن رؤية الودود

بالحس والذوق الصحيح الطاهر الطـ

هور من شك ومن جحوض

لا بخيال العقل والفكر وما

تأتي به طبائع الجلود
Kun ʿārifan bi-waḥdati l-wuǧūd

Wa-qāṭiʿan bi-kaṯrati l-mauǧūd

[…]

Wa-ḥḏar min iltibāsi mā taǧallā

Bi-ġairihī fī ḥālati š-šuhūd

Fa-waḥdatu l-wuǧūdi fī ṣṭilāḥinā

Kināyatun ʿan ruʾyati l-Wadūd

Bi-l-ḥassi wa-ḏauqi ṣ-ṣaḥīḥi ṭ-ṭāhiri ṭa-

Hūri min šakkin wa-min ǧuḥūḍ

lā bi-ḫayāli l-ʿaqli wa-l-fikri wa-mā

Taʾtī bihī ṭabāʾiʿu l-ǧulūd
Erkenne die Einheit der Existenz

Und entscheide dich für die Vielheit des Existierenden

[…]

Und hüte dich vor der Zweideutigkeit dessen, was sich

Im Zustand Des Erlebens an anderem offenbart.

Die Einheit der Existenz ist nach unserem Verständnis

Ein indirekter Ausdruck für die Schau des Geliebten

Durch Fühlen und Schmecken, in gesunder und lauterer Weise,

Frei von Zweifel und Undankbarkeit,

Nicht durch Vorstellung des Verstands, Nachdenken oder dem,

Was die Gemüter der Menschen hervorbringen.

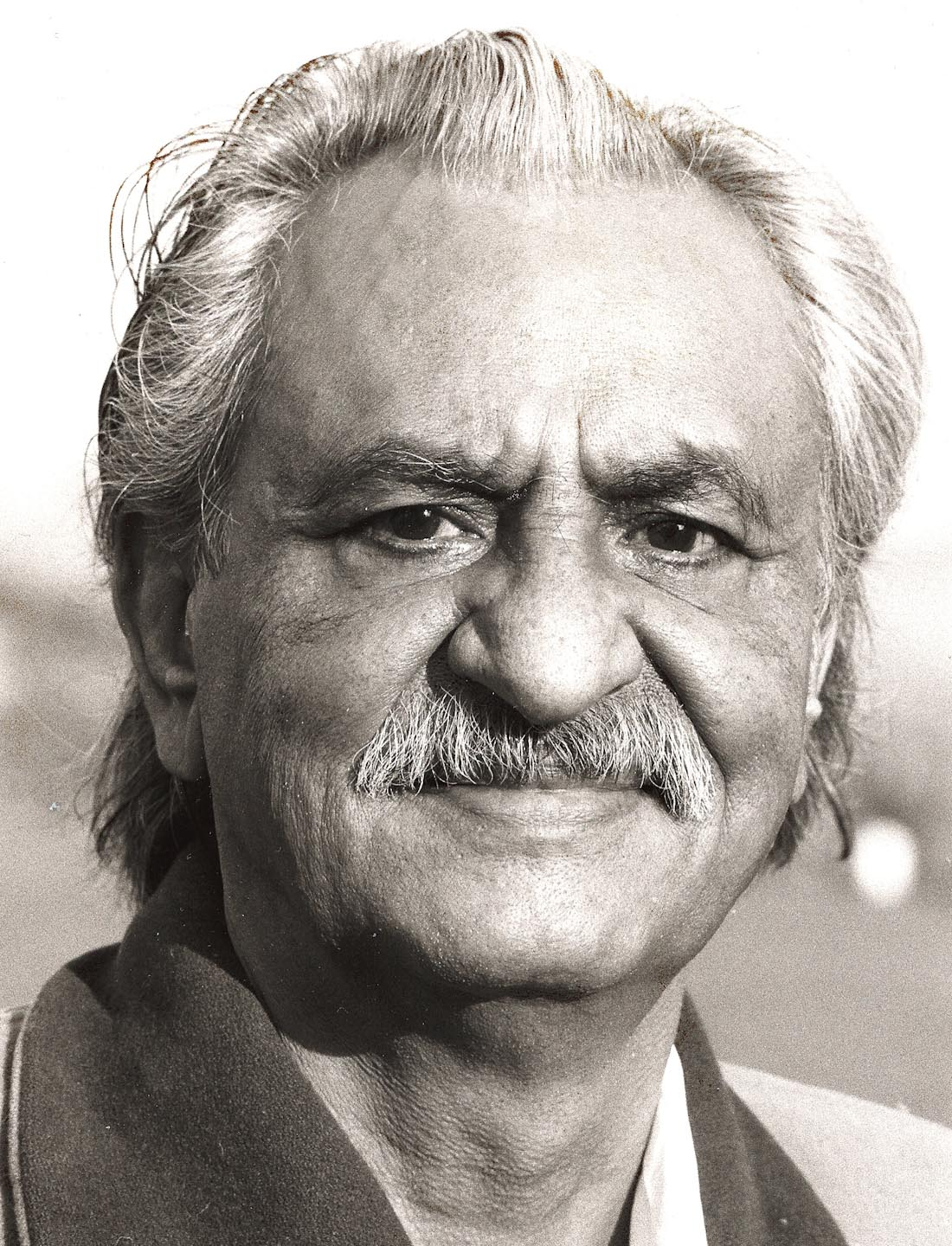
Javad Nurbakhsh (1926–2008)

Ähnlich äußerte sich in neuerer Zeit Niʿmatullāhī-Sufi Javad Nurbakhsh. Er sagte, dass es zwar verbreitet sei, von „der Philosophie der Einheit des Seins“ zu sprechen, seine Gruppe dies jedoch nicht als eine Philosophie betrachte, weil eine Philosophie etwas sei, dass vom Geist erfunden werde und deshalb dem Wandel unterliege. Das Bewusstsein von der Einheit des Seins sei hingegen eine Wahrnehmung des Herzens, so dass es ewig und unveränderlich sei. Die Philosophie betreffe Verstand und Rede, während die Wahrnehmung der Einheit des Seins Liebe, Offenbarung und Vision betreffe.

### Die Einhaltung der Scharia als Voraussetzung für das mystische Erleben
Nach Fadlallāh al-Burhānpūrī (gest. 1619) stehen die Verfechter der Einheit der Existenz auf drei verschiedenen Stufen. Diejenigen auf der ersten Stufe wüssten, dass Gott (al-Ḥaqq subḥānahū wa-taʿālā) in der Schöpfung (ḫalq) ist, diejenigen auf der zweiten erlebten Gott in der Schöpfung nach Art eines mystischen Erlebens (šuhūd ḥālī) im Herzen. Diese zweite Stufe sei höher und würdiger als die erste. Schließlich gebe es diejenigen, die Gott in der Schöpfung und die Schöpfung in Gott erlebten, so dass keine von beiden Erlebensformen die andere behindere. Diese dritte Stufe sei noch einmal würdiger und höher als die beiden vorgenannten. Sie sei der Standplatz der Propheten (maqām al-anbiyāʾ) und Pole. Schon die mittlere dieser Stufen zu erreichen, sei unmöglich für jemanden, der Scharia und Tarīqa zuwiderhandele. Umso mehr gelte dies für die letzte Stufe, die über den beiden anderen stehe. An einer anderen Stelle ermahnt al-Burhānpūrī denjenigen, der die Wahrheit sucht: „Wenn Du zu Gott gelangen willst, dann halte Dich als Erstes an die Nachfolge des Propheten in Wort und Tat, im Äußeren und auch im Inneren, sodann betreibe als Zweites Kontemplation (murāqaba) über die Einheit der Existenz.“

## Wahdat al-wudschūd als eigentliche Bedeutung der FormelLā ilāh illā Llāh

### Lā ilāh illā Llāhals Mittel zur Kontemplation der Einheit der Existenz
Fadlallāh al-Burhānpūrī vertrat in seinem Traktat at-Tuḥfa al-mursala auch die Auffassung, dass die Wahdat al-wudschūd die „eigentliche Bedeutung“ (ʿain maʿnā) des „Guten Wortes“ (al-kalima aṭ-ṭaiyiba) sei, d. h. der Formel Lā ilāha illā Llāh, die den ersten Teil des islamischen Glaubensbekenntnisses bildet. Sein Kommentator ʿAbd al-Ghanī an-Nābulusī (gest. 1731) stimmte ihm darin zu und begründete die Richtigkeit dieser Position mit dem Argument, dass die Formel Lā ilāha illā Llāh bedeute: „Es gibt nichts, das auf alles andere verzichten kann und auf das alles andere nicht verzichten kann, außer Gott.“ Da diese Aussage auch auf die eine wahre Existenz zutreffe, die der Formen und Individuationen der Welt nicht bedürfe, während alle Welten ihrer bedürften, könne man sagen, dass die Bedeutung der Wahdat al-wudschūd mit der Bedeutung des „Guten Wortes“ identisch sei.
Al-Burhānpūrī betrachtete die Formel Lā ilāha illā Llāh auch als Mittel der Kontemplation (murāqaba) über die Einheit der Existenz und damit als Mittel, um zu Gott zu gelangen. Dem Gottsucher gab er die Empfehlung, diese Formel ständig auszusprechen und dabei nicht auf die Atmung und die Aussprache zu achten, sondern sich ganz auf die Bedeutung der Formel zu konzentrieren. Man könne diese Übung ohne Wudū' vollziehen. Wenn er jedoch vorliege, sei es besser. Sein Kommentator ِAbū l-Chair as-Suwaidī (gest. 1786) ergänzt an dieser Stelle, dass der Gottsucher diesen Dhikr so lange fortsetzen solle, bis er von der Zunge auf das Herz übergehe. Auf diese Weise würden sich bei ihm die Offenbarungen der Attribute und Namen Gottes einstellen, denn Gott habe gesagt: „Ich bin der Beisitzer dessen, der mich erwähnt“ (anā ǧalīs man ḏakaranī). Der Beisitzer müsse aber etwas Erlebtes sein. Der auf diese Weise durchgeführte Dhikr, so erklärt as-Suwaidī abschließend sei besser, als der Raubzug und das Märtyrertum für die Sache Gottes, weil jene mit dem Paradiesgarten belohnt würden, während der Dhikr mit dem Erfahren und Sehen Gottes belohnt werde, was besser sei als die Erlangung des Paradieses.

### Die Thesen ʿAbd ar-Rahmān al-Lakhnawīs
Dass die Wahdat al-wudschūd die eigentliche Bedeutung der Formel Lā ilāha illā Llāh ist, war auch der zentrale Gedanke des Traktats Kalimat al-ḥaqq des indischen Sufi-Autors ʿAbd ar-Rahmān al-Lakhnawī (gest. 1830) Aufgrund dieser Ansicht war er auch der Auffassung, dass das Bekenntnis zur Wahdat al-wudschūd für alle Muslime obligatorisch sei. Ihm zufolge bedeutet die Formel Lā ilāh illā Llāh nämlich eigentlich Lā mauǧūda illā Llāh („Es gibt nichts Existierendes außer Gott“). Jeder, der nicht an diese Bedeutung der Formel Lā ilāha illā Llāh glaube, sei kein wahrer Gläubiger. Die großen Gelehrten des Ostens und Westens der früheren und der späteren Generationen, die Hadith-Gelehrten genauso wie die Koranexegeten, Kalām-Gelehrten und Fiqh-Gelehrten, die Mudschtahidūn genauso wie die Muqallidūn hätten jedoch leider die wahre Bedeutung der Formel Lā ilāha illā Llāh verfälscht. Dieser Fehler und diese Verfälschung hätten sich dann unter den Muslimen verbreitet, bis in ihrem Glaubenssystem der Tauhīd zum Schirk und der Schirk zum Tauhīd geworden sei. Nachdem ihn Gott durch Eingebung über die wahre Bedeutung der Bekenntnisformel aufgeklärt habe, habe er sich an die Arbeit gemacht und die Schrift Kalimat al-ḥaqq abgefasst.
ʿAbd ar-Rahmān al-Lakhnawī begründete seine Ansicht mit sprachlichen und historischen Argumenten. So meinte er zum Beispiel, dass das Wort illā in der Bekenntnisformel keine Ausnahmepartikel sei, sondern die Bedeutung von „anders als“ habe, so dass sich für sie der Sinn ergebe: „Kein Gott ist etwas anderes als Gott“. Ein anderes Argument von ihm stützte sich auf die Morphologie der arabischen Bekenntnisformel Lā ilāha illā Llāh: Da von den vier Wörtern drei, nämlich lā, ilāha und illā in dem vierten Wort (A)llāh enthalten sind, zeige das, dass neben Gott nicht anderes existiere. Des Weiteren meinte al-Lakhnawī, dass die Wahdat al-wudschūd auch deswegen die eigentliche Bedeutung des islamischen Bekenntnisses sein müsse, weil sonst kein Unterschied zwischen den Muslimen und den Beigesellern bestanden hätte, die Mohammed unter Androhung von Gewalt zu diesem Bekenntnis aufrief. Auch die vorislamischen Araber hätten ja schon an die Existenz und Einheit Gottes geglaubt und daran, dass er die Welt erschaffen hat, wie man Sure 23:86f und 43:9 entnehmen könne. Die Götzen hätten sie nur als Fürsprecher bei Gott betrachtet und sie nur verehrt, damit sie sie in ein nahes Verhältnis zu Gott bringen, wie Sure 10:18 und 39:3 zu entnehmen sei. Wogegen sich Mohammed bei den Beigesellern gerichtet habe, sei die Behauptung der Differenz zwischen Gott auf der einen Seite und den Göttern und den anderen Dingen auf der anderen Seite. Zu ihrer Widerlegung sei die Formel Lā ilāha illā Llāh offenbart worden. Sie bedeute: „Alles, was ihr euch einbildet, dass es etwas anderes als Gott ist, ist nichts anderes als Er, sondern Er selbst.“ Deswegen sei die Wahrheit der Bekenntnisformel Lā ilāh illā Llāh von der Bejahung der Einheit der Existenz und der Ablehnung der Pluralität abhängig.
ʿAbd ar-Rahmān al-Lakhnawī ging in seiner Auslegung der Wahdat al-wudschūd weiter als jeder andere Gelehrte. So meinte er zum Beispiel, anders al-Mahā'imi (siehe oben), dass sich Gott nicht in der Gesamtheit der Existenzen zeige, sondern jedes existierende Ding Gott sei und es keinen Unterschied zwischen dem einen und dem anderen existierenden Ding gebe. Den Unterschied, den die Menschen zwischen den Dingen wahrnehmen, erklärte er als etwas, was nicht im Äußeren, sondern nur in der Einbildung (wahm) und im Geist (iʿtibār) existiert. Diese subjektiv wahrgenommene Verschiedenheit untereinander (at-taġāyur al-iʿtibārī) steht seiner Auffassung nach aber nicht im Widerspruch zur Einheit der Existenz.
Verschiedene Gelehrte erklärten al-Lakhnawī aufgrund seiner Lehren zum Ungläubigen bzw. verfassten Widerlegungen zu seiner Schrift. Der im Punjab wirkende Sufi Mehr ʿAlī Schāh (gest. 1937) kritisierte in seinem persischen Buch Taḥqīq al-ḥaqq fī Kalimat al-ḥaqq, das erstmals 1897 veröffentlicht wurde, die Thesen al-Lakhnawīs und versuchte sie mit eigenen Argumenten zu widerlegen. Er war der Meinung, dass al-Lakhnawī mit seiner Lehre von der Wahdat al-wudschūd grundsätzlich nicht von der mystischen Tradition abgewichen war, jedoch damit, dass er diese zur Bedeutung der islamischen Bekenntnisformel lā ilāha illā Llāh erhoben und den Glauben an diese Bedeutung der gesamten Umma zur Pflicht hatte machen wollen.

## Wahdat al-wudschūd als moderne Bezeichnung für Pantheismus
Im modernen Persischen bezeichnet der Ausdruck waḥdat-i wuǧūd nicht unbedingt eine spezifische Lehre, sondern wird darüber hinaus auch verwendet, um den europäischen Begriff Pantheismus zu übersetzen, der Philosophen und Mystikern aus allen Zeiten und verschiedenen Traditionen zugeschrieben werden kann. Ibn ʿArabī und seine Anhänger erscheinen demnach als die arabischen Exponenten einer weltweiten Vorstellung, wie sie auch von christlichen Mystikern wie Meister Eckart und verschiedenen hinduistischen Persönlichkeiten vertreten wurde.
In ähnlicher Weise verwendete den Begriff auch schon ʿAbdul-Bahāʾ, das zweite Oberhaupt der Bahāʾī-Gemeinde. Er erklärte in seinen Beantworteten Fragen, dass die Einheit der Existenz eine alte Idee sei, die nicht auf die Theosophen und Sufis beschränkt, sondern bereits von einigen griechischen Philosophen wie Aristoteles vertreten worden sei. In der ursprünglichen Übersetzung dieses Textes, den die amerikanische Bahai-Anhängerin Laura Clifford Barney 1908 erstellt hatte, war der Ausdruck noch mit Pantheismus übersetzt.